# Tucquegnieux
Tucquegnieux est une commune française située dans le département de Meurthe-et-Moselle, en région Grand Est.
Ses habitants sont appelés les Tucquenois.

## Géographie
« La commune de Tucquegnieux » sur Géoportail.

### Localisation
La commune de Tucquegnieux est située dans la branche nord du département de Meurthe-et-Moselle, elle est bordée par les localités de Trieux au nord, Avril et Bettainvillers à l'est, Mancieulles au sud et Mairy-Mainville à l'ouest. Sa superficie est de 9,2 km2, la plus grande ville la plus proche est Hayange, située à 13 kilomètres au nord-est. Elle est également proche du parc naturel régional de Lorraine (environ 19 kilomètres), du centre touristique et thermal d'Amnéville-les-thermes (27 kilomètres) et de la frontière avec le Luxembourg (29 kilomètres).
À vol d'oiseau, Tucquegnieux est située à 263 kilomètres de Paris, 158 kilomètres de Strasbourg, 251 kilomètres de Lille, 600 kilomètres de Nantes, 698 kilomètres de Bordeaux et 670 kilomètres de Marseille.
|                 | Sancy        | Trieux         |
| Mairy-Mainville | Tucquegnieux | Avril          |
| Anoux           | Val de Briey | Bettainvillers |

### Géologie et relief
La commune est située sur le plateau lorrain qui est dans son ensemble rattaché au bassin parisien dont il forme la partie orientale. Sa formation géologique remonte à plus de 250 millions d'années (période Jurassique). Tucquegnieux est située entre les côtes de Meuse et les côtes de Moselle. Le schéma suivant nous montre une coupe transversale des alentours de la commune sur laquelle sont représentées les différentes couches de matériau. Nous voyons que la commune est directement bâtie sur la couche de calcaire du Bajocien inférieur. En dessous se trouve une couche de marne de type Micacée, puis la couche de minerai de fer, la minette lorraine de type oolithique qui repose sur une couche du toarcien. La couche de minerai est à environ 230 mètres de profondeur et son épaisseur varie à cet endroit de 30 à 50 mètres. L'exploitation du minerai qui s'est déroulée sur la majeure partie du XXe siècle a entrainé pour beaucoup de communes du bassin ferifère des risques d'affaissement, surtout après les opérations d'ennoyage. Pour l'instant, la commune de Tucquegnieux n'est pas affectée par ce phénomène, qui a été classifié pour la plus grande partie de la superficie comme progressif dans le plan de prévention des risques miniers. Quelques petites zones sont également identifiées comme à risque d'Aléas Brutaux et d'Aléas d'affaissement progressif, mais elles représentent moins de 5 % de la surface totale. La grande profondeur des galeries, supérieure à 200 mètres minimise grandement le risque, et l'ensemble de la commune est toujours ouverte à l'urbanisation.
Du point de vue du relief, la commune présente un aspect légèrement vallonné, du fait d'une altitude qui varie de 228 à 310 mètres. Le centre est situé sur un plateau (d'où l'appellation de « Tucquegnieux plateau »), alors que les deux autres quartiers dit du « Village » et de la « Marine » sont situés de part et d'autre en contrebas. Ils sont bordés de petites collines aux alentours, recouvertes de forêts où de champs cultivés.

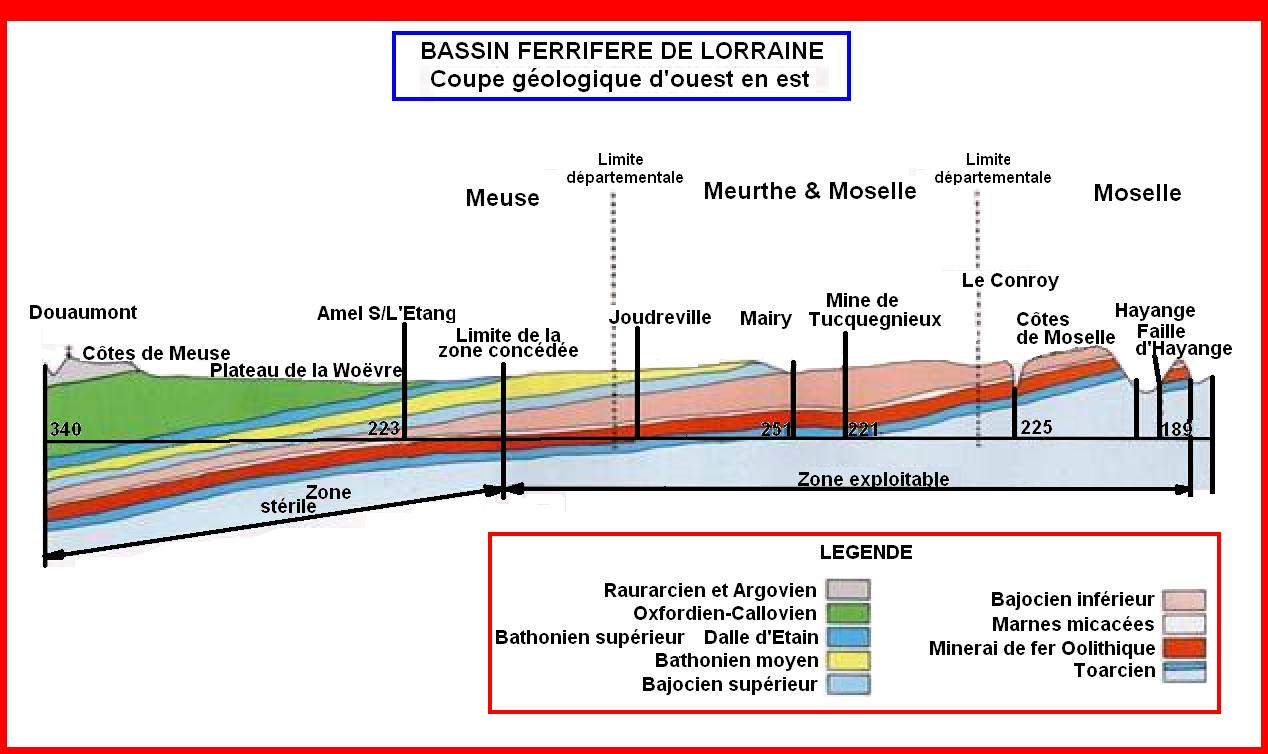
Coupe géologique sous la commune de Tucquegnieux.

### Hydrographie
Le principal cours d'eau de la commune est la rivière Woigot. Pourtant, dans la commune même, il ne fait figure que d'un modeste ruisseau, avant de recevoir, à proximité de l'ancien cimetière, les eaux du ruisseau des froides fontaines, son débit d'étiage est même quasi proche de 0. En fait, le ruisseau des froides fontaines, qui prend sa source dans les bois d'Anderny, n'est lui aussi qu'un très modeste cours d'eau jusqu'à ce qu'il reçoive, derrière les cités minières du nord-est, l'apport du cours du Nouillant, qui est lui-même le déversoir des eaux d'exhaure de l'ancienne exploitation minière. En 1987, la commune de Tucquegnieux s'engage avec six autres communes voisines dans la constitution d'un syndicat intercommunal de mise en œuvre d'un contrat de rivière Woigot (CRW). Entre autres actions, la pompe d'exhaure fut remise en service malgré l'arrêt des mines pour éviter l'ennoyage trop rapide du sous-sol et surtout pour soutenir l'étiage du Woigot qui était devenu si insuffisant sans cet apport artificiel qu'il en était devenu insalubre, avec un fort taux de pollution provoqué par les rejets d'eaux usées.
Les autres ruisseaux de la commune qui se jettent aussi dans le Woigot sont le ruisseau des prés de Blancha, qui serpente à hauteur de Tucquegnieux plateau derrière le stade de football et qui se jette près de la sortie de Tucquegnieux village, et le ruisseau de la vallée, lui aussi alimenté par l'exhaure de la mine Anderny-Chevillon, qui passe près de l'ancienne gare, longe les bois de Forté et quitte la commune à hauteur de Bettainvillers pour rejoindre le Woigot plus en aval, à Mance. À la sortie de la commune, le débit d'étiage du Woigot est en moyenne de 0,145 m3/s. Il sera encore renforcé sur Mancieulles avec l'apport des eaux d'exhaure de l'ancienne mine de Saint-Pierremont.
Le territoire de la commune dispose en plus d'un ensemble d'étangs, situés dans les Bois de la Dame, près du carreau d'Anderny-Chevillon, qui sont utilisés pour des activités de pêche et de loisirs.

Hydrographie à Tucquegnieux
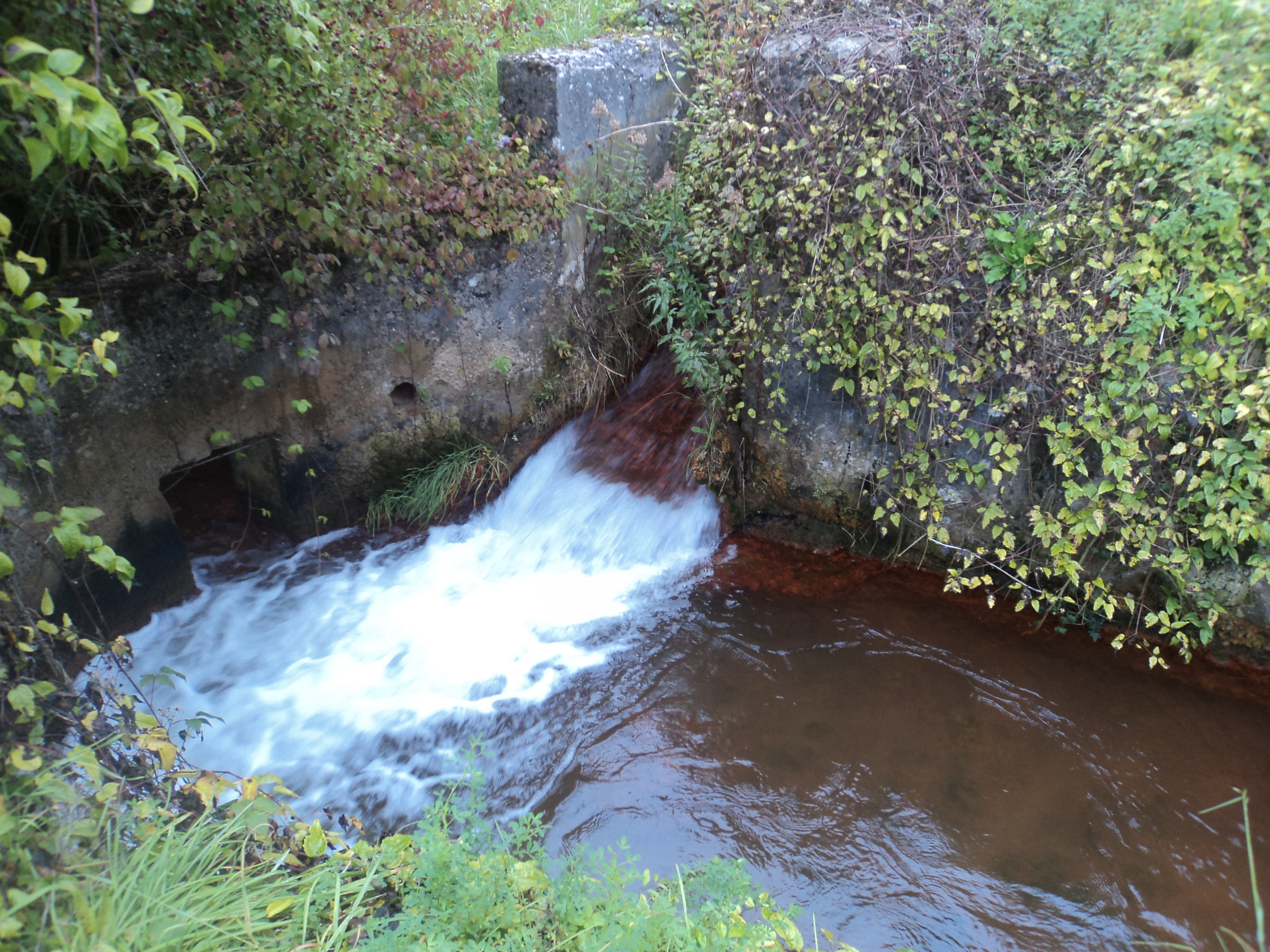
Tucquegnieux village, sortie des eaux d'exhaure dans le ruisseau du Nouillant.
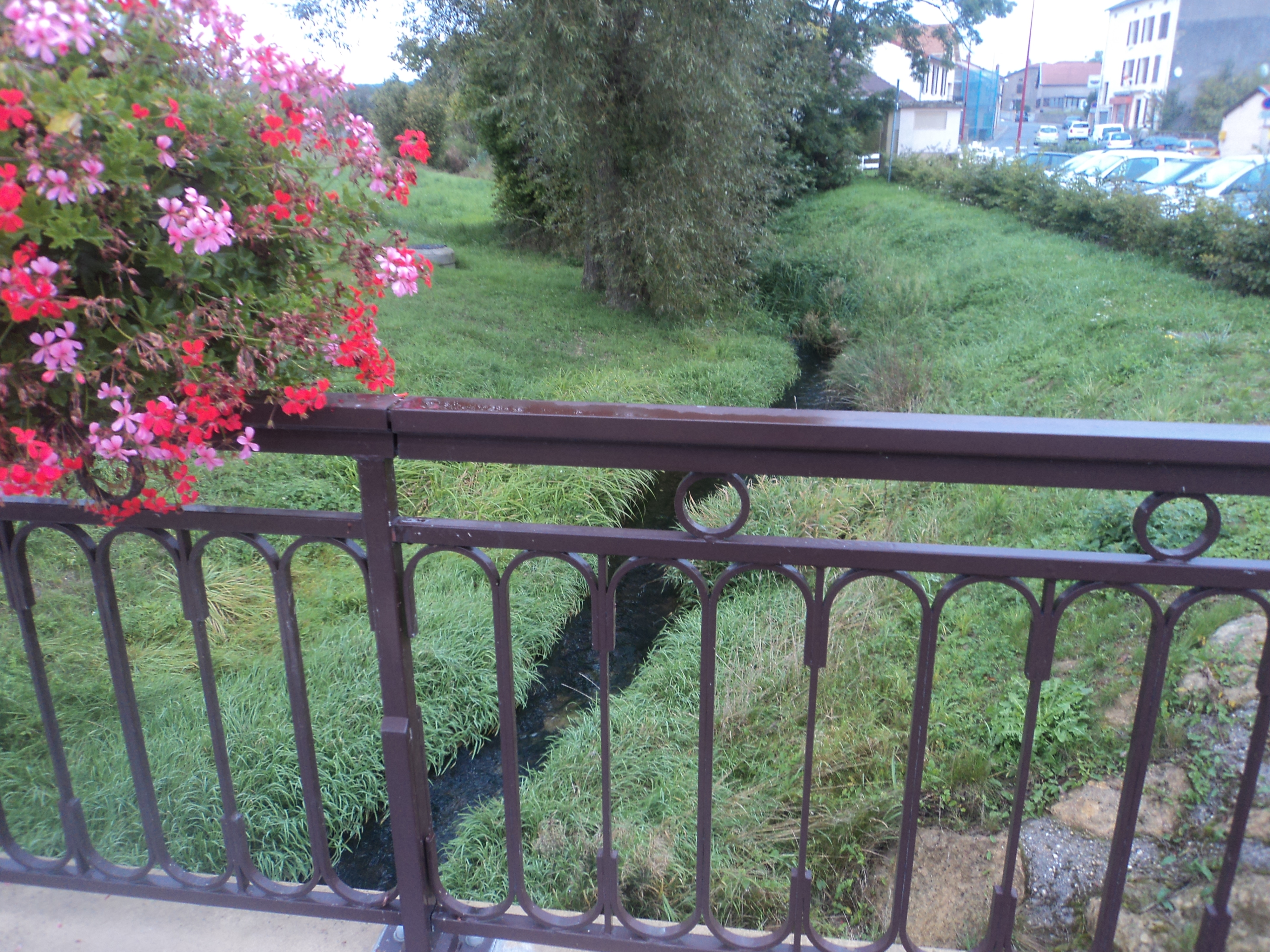
Tucquegnieux village, le ruisseau des froides fontaines au niveau de la route de Mairy.
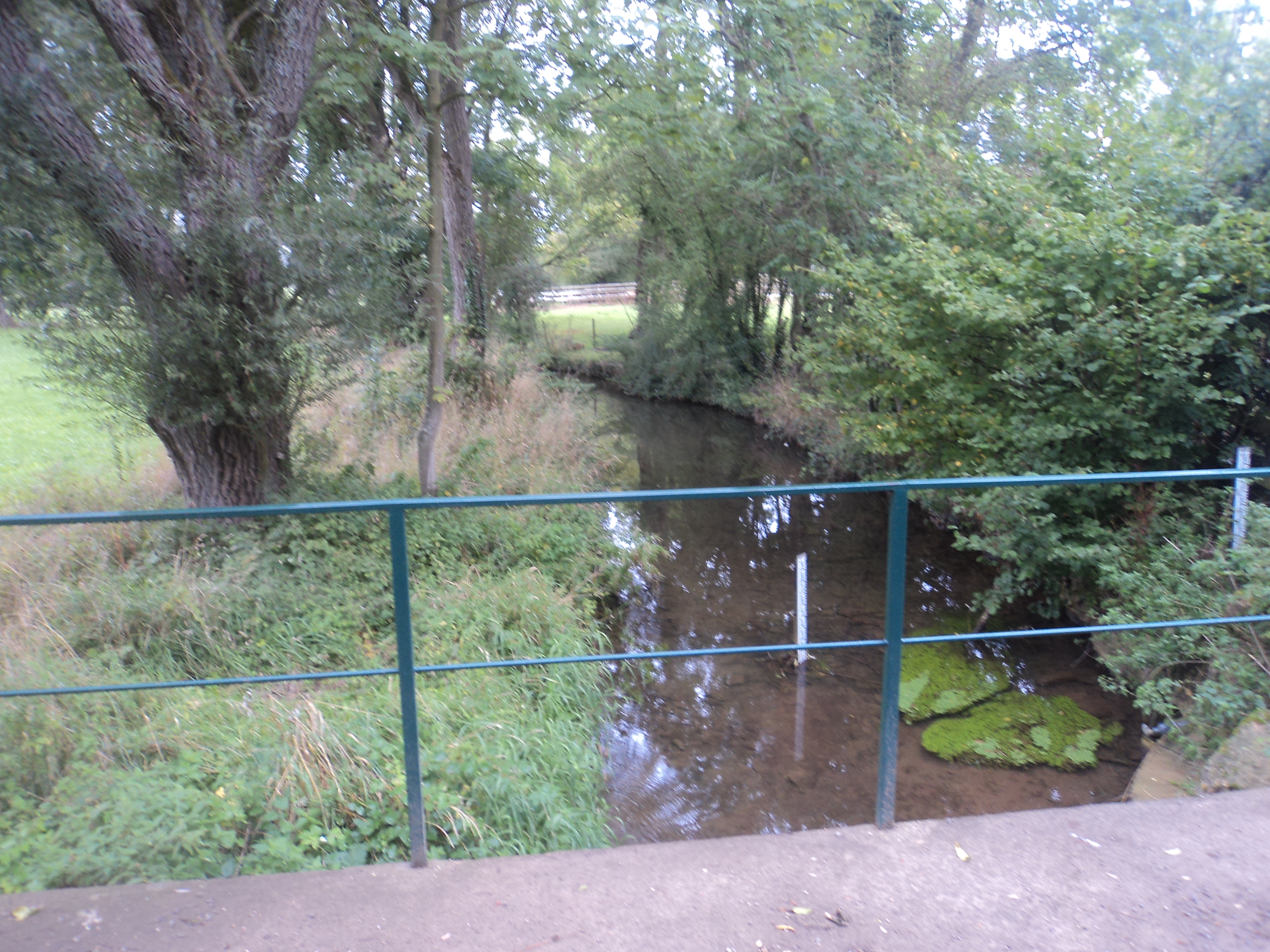
Tucquegnieux village : le Woigot près de la sortie de la commune.
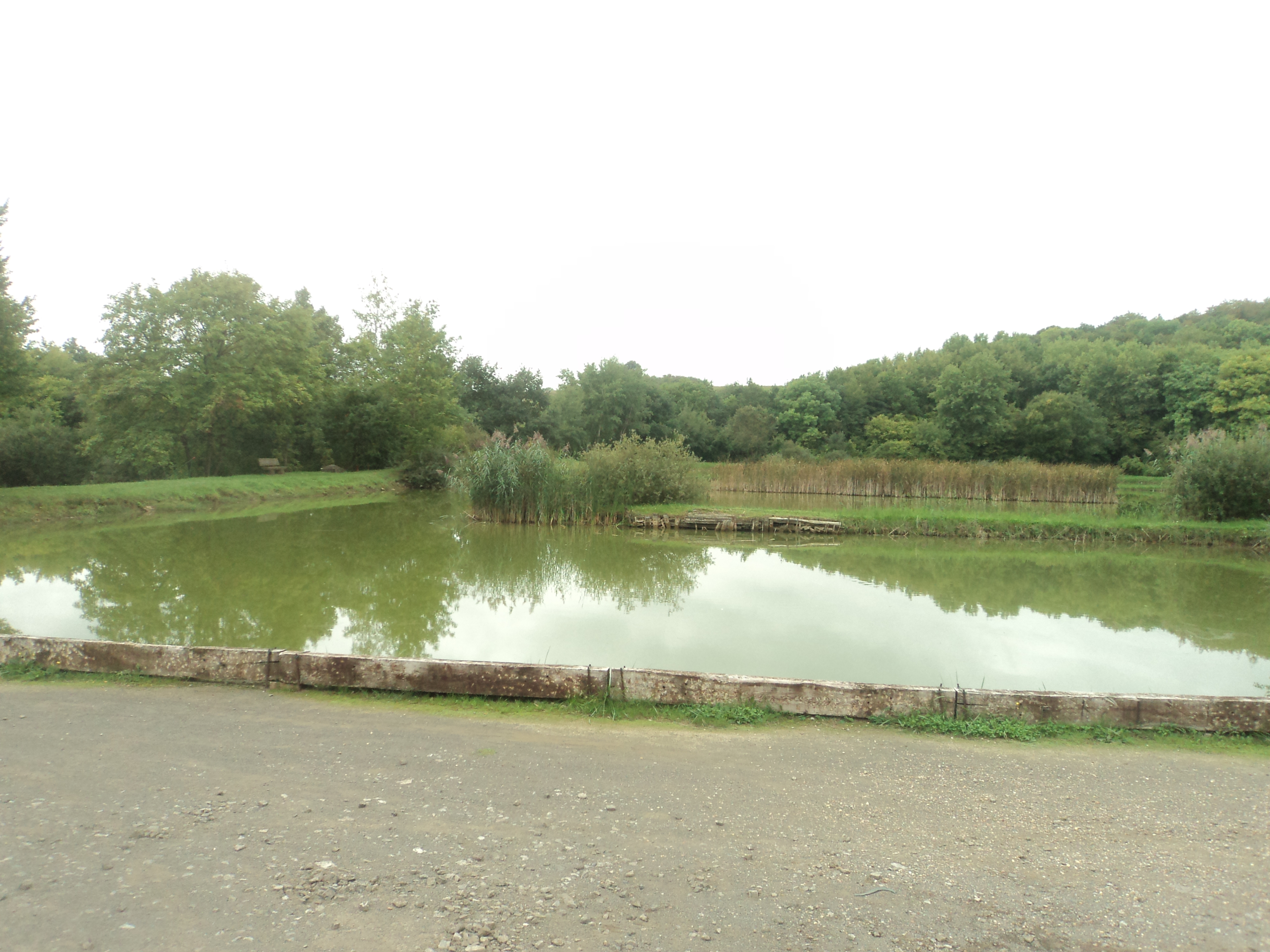
Tucquegnieux marine, les étangs communaux.

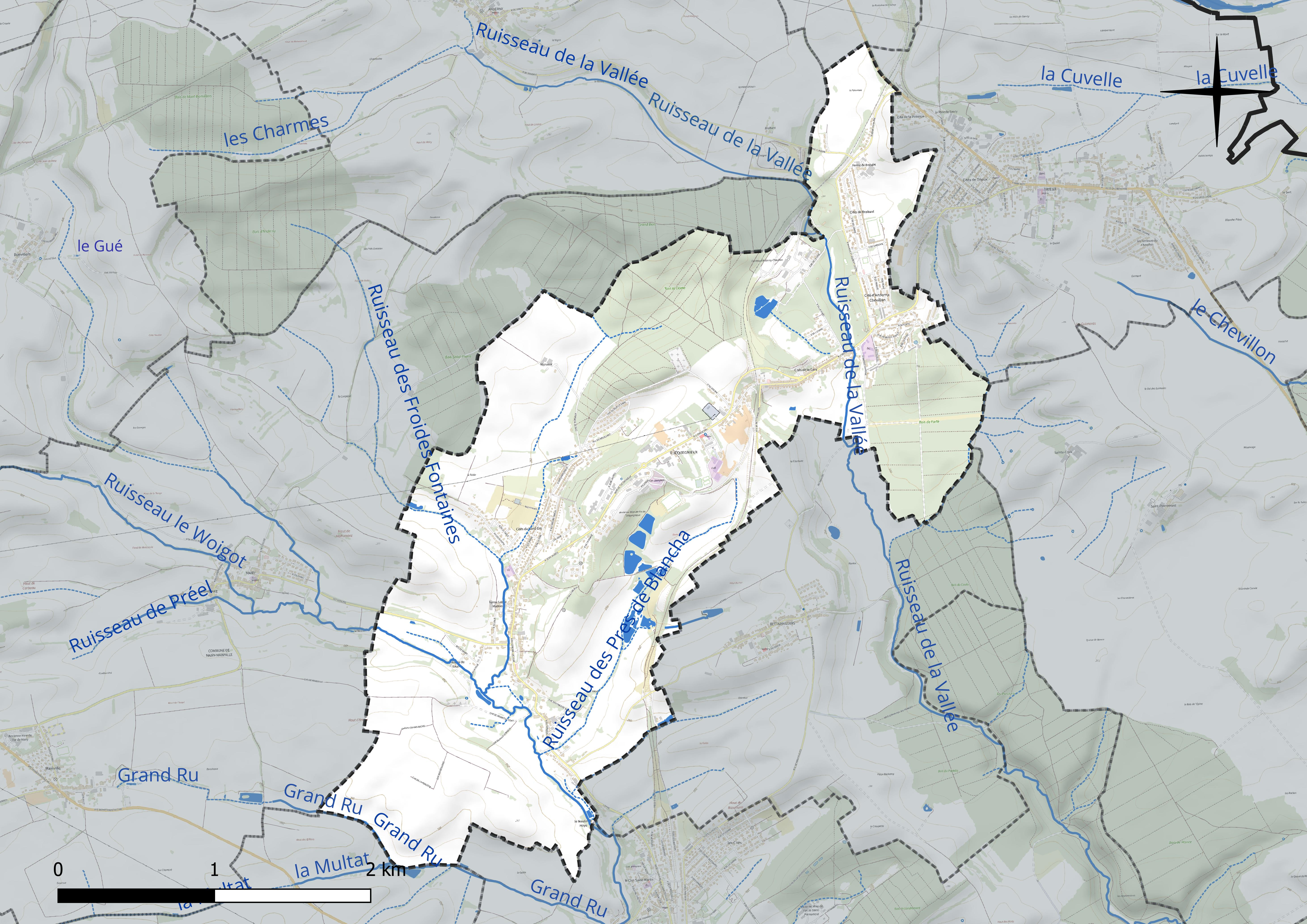
Réseau hydrographique de Tucquegnieux.

### Climat
Pour des articles plus généraux, voir Climat du Grand Est et Climat de Meurthe-et-Moselle.
En 2010, le climat de la commune est de type climat des marges montargnardes, selon une étude du Centre national de la recherche scientifique s'appuyant sur une série de données couvrant la période 1971-2000. En 2020, Météo-France publie une typologie des climats de la France métropolitaine dans laquelle la commune est exposée à un climat semi-continental et est dans la région climatique Lorraine, plateau de Langres, Morvan, caractérisée par un hiver rude (1,5 °C), des vents modérés et des brouillards fréquents en automne et hiver.
Pour la période 1971-2000, la température annuelle moyenne est de 9,5 °C, avec une amplitude thermique annuelle de 16,4 °C. Le cumul annuel moyen de précipitations est de 859 mm, avec 13,2 jours de précipitations en janvier et 9,1 jours en juillet. Pour la période 1991-2020, la température moyenne annuelle observée sur la station météorologique de Météo-France la plus proche, « Rouvres-en-woevre », sur la commune de Rouvres-en-Woëvre à 18 km à vol d'oiseau, est de 10,8 °C et le cumul annuel moyen de précipitations est de 668,3 mm. 
La température maximale relevée sur cette station est de 40,2 °C, atteinte le 24 juillet 2019 ; la température minimale est de −15,4 °C, atteinte le 7 février 2012,,.
Les paramètres climatiques de la commune ont été estimés pour le milieu du siècle (2041-2070) selon différents scénarios d'émission de gaz à effet de serre à partir des nouvelles projections climatiques de référence DRIAS-2020. Ils sont consultables sur un site dédié publié par Météo-France en novembre 2022.

## Urbanisme

### Typologie
Au 1er janvier 2024, Tucquegnieux est catégorisée bourg rural, selon la nouvelle grille communale de densité à sept niveaux définie par l'Insee en 2022.
Elle appartient à l'unité urbaine de Tucquegnieux, une agglomération intra-départementale regroupant deux  communes, dont elle est une commune de la banlieue,,. Par ailleurs la commune fait partie de l'aire d'attraction de Luxembourg (partie française), dont elle est une commune de la couronne,. Cette aire, qui regroupe 115 communes, est catégorisée dans les aires de 700 000 habitants ou plus (hors Paris),.

### Occupation des sols
L'occupation des sols de la commune, telle qu'elle ressort de la base de données européenne d’occupation biophysique des sols Corine Land Cover (CLC), est marquée par l'importance des territoires agricoles (61,8 % en 2018), une proportion sensiblement équivalente à celle de 1990 (62,1 %). La répartition détaillée en 2018 est la suivante :
terres arables (49,3 %), forêts (19,8 %), zones urbanisées (18,4 %), prairies (12,6 %). L'évolution de l’occupation des sols de la commune et de ses infrastructures peut être observée sur les différentes représentations cartographiques du territoire : la carte de Cassini (XVIIIe siècle), la carte d'état-major (1820-1866) et les cartes ou photos aériennes de l'IGN pour la période actuelle (1950 à aujourd'hui).

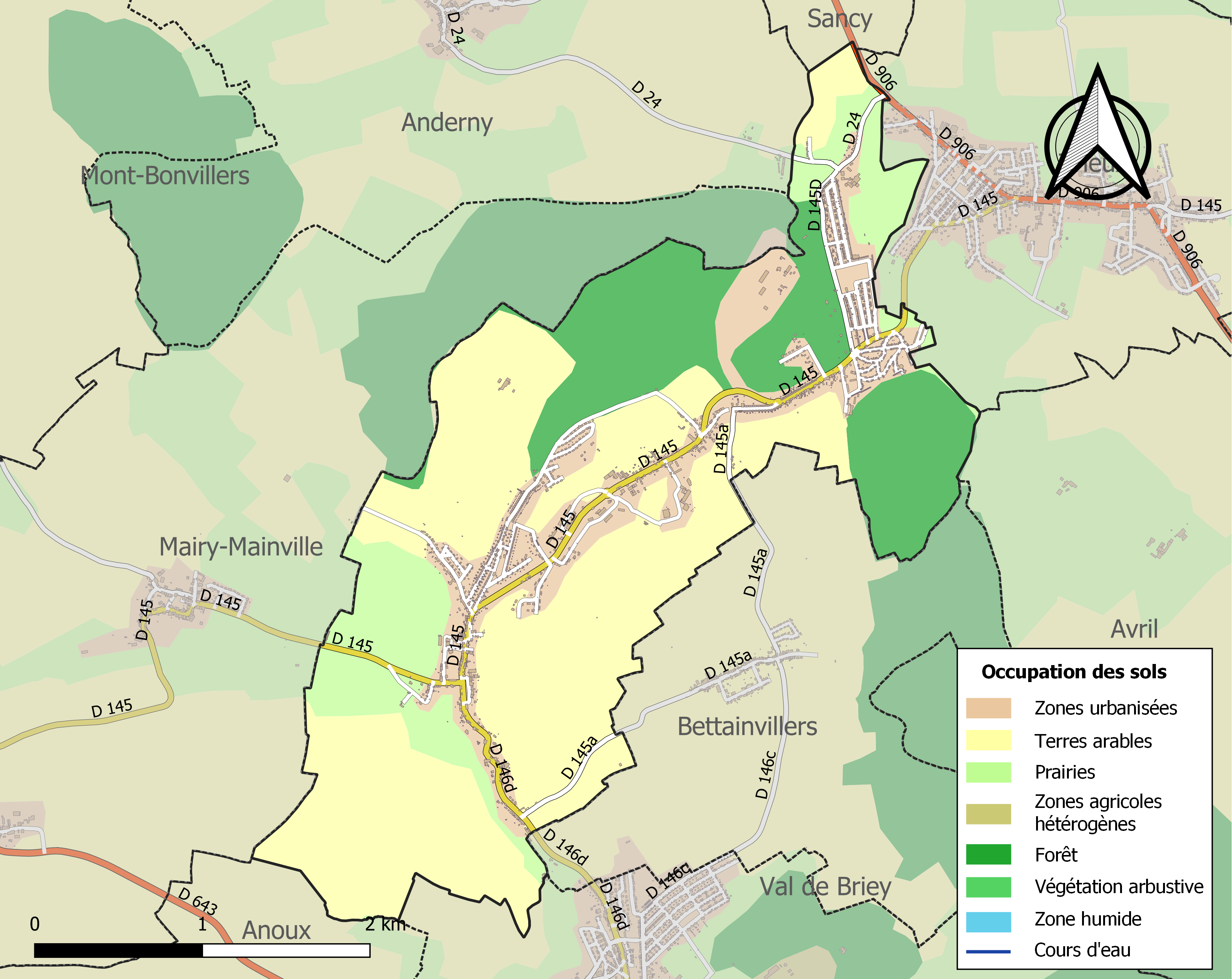
Carte des infrastructures et de l'occupation des sols de la commune en 2018 (CLC).

### Morphologie urbaine
La commune de Tucquegnieux s'étend sur une distance de 7 kilomètres le long de la D 145, entre les communes de Trieux et Mancieulles. Du fait de cette distance assez importante pour une commune de cette taille, la ville est séparée en trois zones d'habitations principales :
- Tucquegnieux marine, nommée ainsi en souvenir des cités de la marine et près desquelles se trouvait auparavant la gare (d'où une appellation encore employée parfois de « Tucquegnieux gare ») ;
- Tucquegnieux plateau, désormais le centre administratif de la commune, nommé ainsi car situé sur un plateau et appelé aussi « Tucquegnieux centre » ;
- Tucquegnieux village, le bourg le plus ancien, essentiellement agricole au début de l'histoire de la commune.

À Tucquegnieux plateau, au centre, se trouvent la mairie, la poste ainsi que la salle et les divers bâtiments municipaux, le collège d'enseignement secondaire, une bibliothèque, un gymnase communal, un stade communal, un city-stade et un skate parc (récemment aménagé). Nous trouvons sur l'ancien carreau de la mine une chocolaterie, une pharmacie, une boulangerie, la caserne de pompiers et quelques petites entreprises (dont un garage automobile) qui s'implantent là ou régnait avant l'activité d'exploitation minière qui fut autrefois le principal poumon économique de la ville. Le déclin de cette activité minière est commémoré par un monument en l'honneur du combat mené par les mineurs pendant cette dure période, situé en face de la mairie. Du point de vue des commerces, nous trouvons encore un petit supermarché et un salon de coiffure.
À Tucquegnieux village, au sud, se trouvent l'école maternelle ainsi qu'un périscolaire. Il y a également l'église paroissiale Notre-Dame-de-l'Assomption, située devant la place sur laquelle est édifié le monument aux morts, en l'honneur des combattants des deux dernières guerres. Du point de vue des commerces et des activités, nous trouvons une épicerie, une restauration rapide, une ferme auberge située dans le bâtiment classé de la ferme Sainte-Mathilde, à côté de laquelle se trouve également un magasin de produits bio et de produits de la ferme. Côté services, nous trouvons un cabinet médical.
C'est à Tucquegnieux marine, au nord-est, que nous trouvons encore le plus de petits commerces, un bureau de tabac, un bar, une boulangerie, un fleuriste, un salon de coiffure, une banque, un cabinet d'assurance, une restauration rapide et des pompes funèbres. Auparavant, il y avait encore une boucherie, un deuxième bar, un magasin de chaussures et un magasin de vêtements qui sont désormais fermés depuis le déclin démographique que connaît la commune depuis l'arrêt des activités minières. Nous trouvons encore l'école primaire qui est désormais commune à tous les quartiers de Tucquegnieux. Au niveau d'un lotissement dit les « anciens pigeonniers » se trouvent aussi un second cabinet médical, un cabinet dentaire, un ancien stade de foot, et un espace vert aménagé comme aire de jeux pour enfants. Dans le même secteur se trouve également un monument commémoratif, en hommage à des résistants qui furent fusillés en 1944 et dont les noms inscrits ont également été donnés à diverses rues de la commune.

### Logement
Sur le territoire de la commune, les statistiques sont les suivantes en ce qui concerne les logements:
Ceux-ci sont constitués à 82,6 % de maisons (contre 17,3 % d'appartements).
Dans les deux cas, ils sont utilisés à 82,5 % comme résidence principale, et 7 % des logements sont vacants.
Ce sont majoritairement des ensembles à 3 pièces (30 %), 4 pièces (26,5 %) et 5 pièces (23,5 %).
Les ensembles 6 pièces représentent 13 % du total, et le reste (7 %) est constitué d'ensemble 2 pièces et moins.

### Voies de communication et transports

#### Voies routières
Tucquegnieux est reliée aux réseaux nationaux français par des routes départementales : vers le sud, la route départementale 146 D la relie à Mancieulles et conduit jusqu'à Briey. Cette route devient la D 145 en entrant dans la commune, où elle prend successivement (du sud au nord-est) les dénominations de rue du Général-Leclerc, rue Jean-Jaurès, rue Clemenceau et rue Loris-Batignani, pour ensuite rallier la commune de Trieux. Vers l'ouest, Tucquegnieux est reliée à Mairy-Mainville par la D 145, et au nord-ouest à Anderny par la D 24. Vers l'est, nous pouvons rejoindre Bettainvillers par la D 145A.
En qui concerne le réseau autoroutier, Tucquegnieux est située à 15 km de l'entrée de l'autoroute A4 (Hatrize), et environ 10 km de l'entrée de l'autoroute A30 (Fontoy).

#### Transports
La commune est desservie en autobus par le réseau TED avec une ligne régulière et plusieurs lignes scolaires.
Tucquegnieux, du temps de la pleine activité minière, disposait de sa propre gare, qui est aujourd'hui fermée. Au niveau ferroviaire, les gares les plus proches restent : La gare et halte ferroviaire d'Audun-le-Roman à 7,1 km, les haltes de Valleroy-Moineville à 11,5 km, Auboué à 11,6 km et Jœuf à 13,1 km.
Les aéroports les plus proches sont l'aéroport de Luxembourg-Findel à 43,1 km et l'aéroport Metz-Nancy-Lorraine à 44,8 km.
Enfin les ports fluviaux les plus proches sont ceux de Thionville à 20,4 km et Metz à 28,5 km.

## Toponymie
Anciennes mentions : Ticqueulx (xviie siècle), Tignegneux (1682), Tocquegnaix (1689), Tiequenieux (1749), Tecquenieux et Tigneuf (1756), Tucquenieux (1779), Tugnegneux (1793), Turquegueux (1801).
D'après Bertrand Auerbach, Tucquegnieux est la corruption de l'ancien nom Tiche-Neuf. Sachant que Tiche serait la forme française et patoise de Deutsch (allemand) et Nieux serait la forme patoise de Neuf, le nom serait donc une altération du patois. Cette hypothèse est à rapprocher du fait que la cité fut détruite au cours des guerres (vers 1400) puis reconstruite à l'emplacement actuel par une colonie d'Audun-le-Tiche.

## Histoire
Tucquegnieux se composait, à l'origine, de chaumières construites avec des claies de branchages entortillés. Les interstices étaient bouchés avec de la terre glaise, de la boue ou du torchis. Dans cette contrée forestière où les bois de chênes couvraient une grande partie du pays, les habitants vivaient surtout de la culture et de la chasse.
Au Moyen Âge (vers 1400), la cité fut détruite au cours des guerres qui opposèrent le duc de Luxembourg et l'évêque de Metz, puis reconstruite à l'emplacement actuel par une colonie d'Audun-le-Tiche.
En 1817, le village de l'ancienne province du Barrois sur le Woigot, avait pour annexes les fermes de Brabant et de Morbeau et les moulins de Noye et de Saulx. À cette époque il y avait 311 habitants répartis dans 57 maisons. La cité appartenait à la province de Bar, elle fut sous la juridiction du bailliage de Briey pour être ensuite rattachée à Longwy et dépendre à nouveau de Briey et enfin d'Étain. Du point de vue religieux, Tucquegnieux faisait partie du diocèse de Trèves, alors ville lorraine. L’église actuelle date de 1832. Elle a remplacé une église très ancienne dont on ignore la fondation.

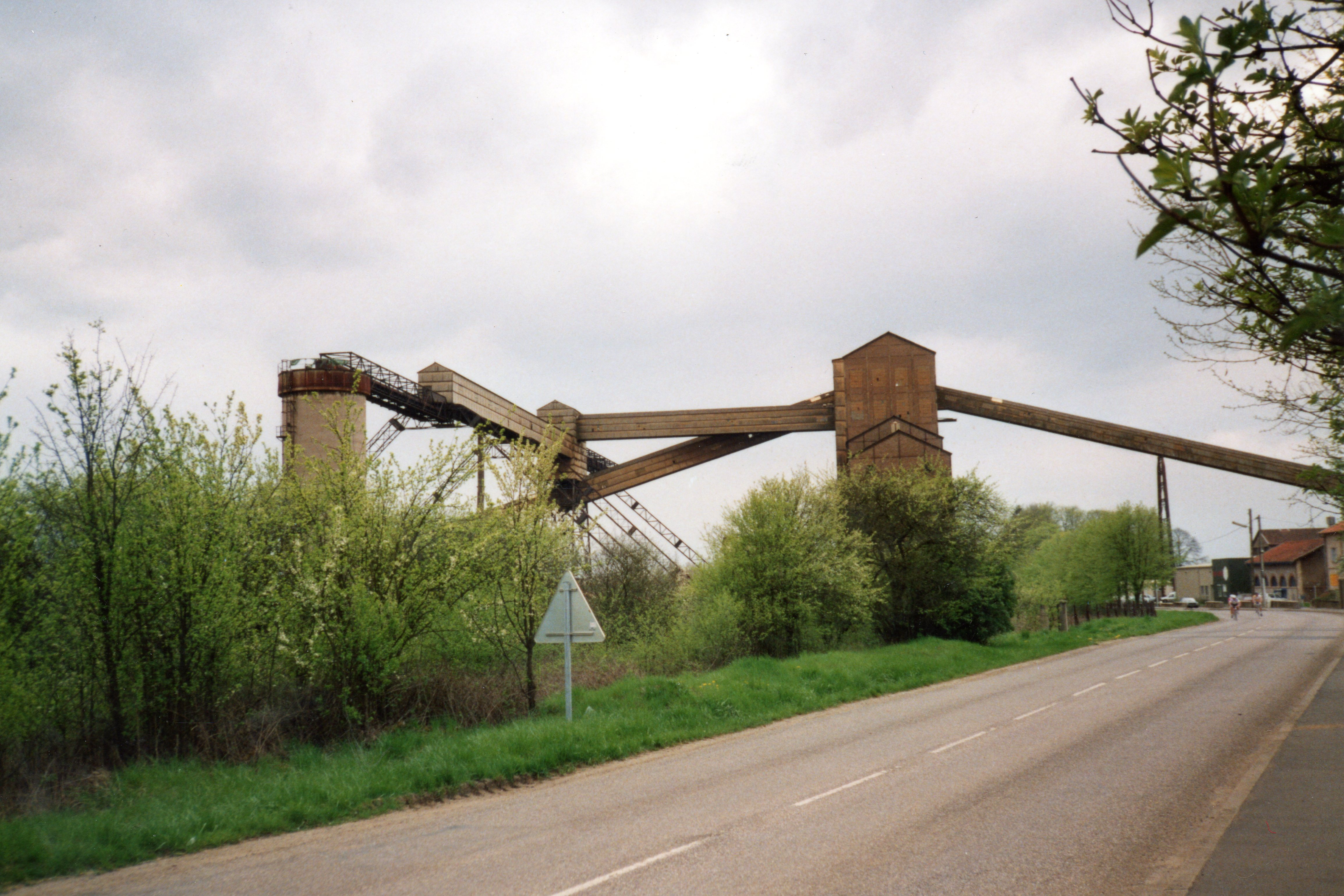
Mine de Tucquegnieux : le chevalement tel qu'on pouvait encore le voir à la fin des années 1980.

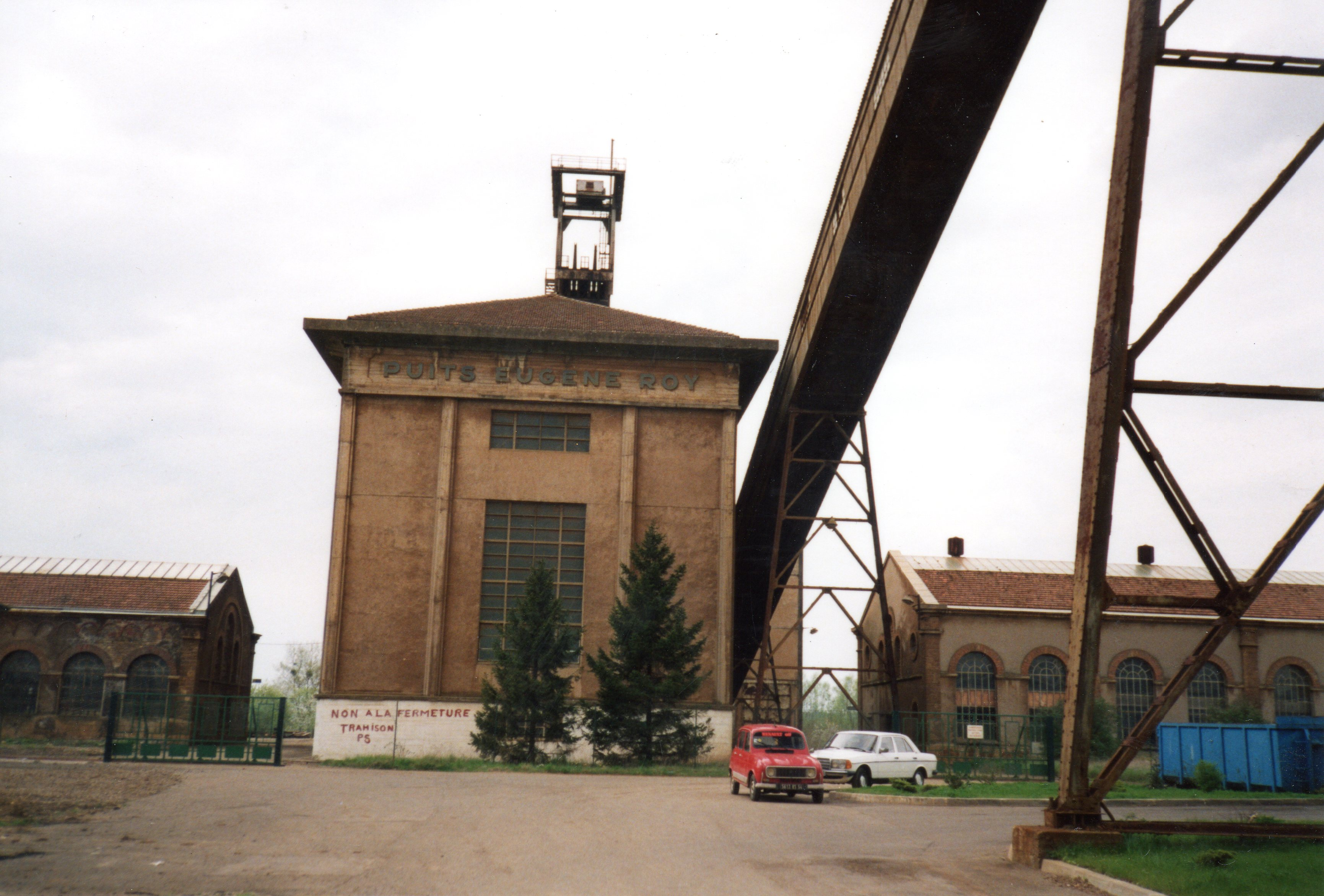
Mine de Tucquegnieux : le puits Eugène Roy.

Une nombreuse noblesse habitait le pays dont les Serain-Champs qui laisseront une forte empreinte dans le passé de cette petite ville. C'est l'époque où le village connaît une activité économique essentiellement agricole, jusqu'à ce que les progrès de la métallurgie au cours du XIXe siècle (procédé Bessemer, puis procédé Thomas) rendent possible l'exploitation des gisements du minerai de fer de Lorraine, appelé la "minette lorraine".
Dès le début du XXe siècle, c'est le commencement de l'exploitation minière du sous-sol lorrain, avec un apport massif de main-d’œuvre immigrée, notamment italienne, puis polonaise. Dès 1901-1902, arrivent les premiers Italiens qui participent à la construction du puits de mine de Tucquegnieux village, ainsi qu’à la construction des cités du village. Une fois installés, ces hommes faisaient venir leur famille. L’immigration polonaise s’effectuera par la suite en deux temps. Tout d’abord, de 1922 à 1931, réquisitionnés par le gouvernement polonais, avec l’accord du gouvernement français, ils étaient convoyés par train dans des wagons de marchandises et arrivaient à la gare de Toul. Là, des gardes à la solde des directeurs de mine venaient choisir ceux qui leur convenaient et les embauchaient sous contrat d’un an. Ce contrat était renouvelé d’année en année, sous condition d'une conduite exemplaire. Le second temps s’est effectué au cours et à l’issue de la Seconde Guerre mondiale. Il y eut également une période d’immigration yougoslave qui s’est déroulée de 1922 à 1931. Après guerre, il y eut une nouvelle poussée peu importante d’immigration italienne. Les archives municipales montrent de 1922 à 1926, un mouvement de population étrangère égal à 7 500 personnes. Ceci est principalement dû au fait que beaucoup de personnes travaillaient quelques mois puis partaient pour d’autres mines.
En tout, deux exploitations minières s'installeront sur le sol de la commune. Elles seront, comme pour beaucoup d'autres localités, les principaux pourvoyeurs d'emplois et de services pour la commune, et ce pendant plusieurs décennies. La Société des Mines d’Anderny-Chevillon a été créée en 1889. Les travaux de fonçage du puits no 1 ont commencé en 1907 et l’extraction du minerai a débuté en 1912. Le second puits a été mis en service en 1927. La Société exploite alors la couche grise calcaire et la couche noire siliceuse. En ce qui concerne la Société des Mines de Fer du Nord-Est, la concession de Tucquegnieux fut accordée aux Aciéries de Longwy par décret du 31 mars 1899. La cession de la concession de Bettainvillers par la Société Métallurgique de Gorcy fut accordée aux Aciéries de Longwy par un acte du 10 juin 1908. Après une série de sondages effectués à partir des années 1894 à 1908, les travaux de fonçage des puits furent exécutés au cours des années 1900-1907. Une interruption des travaux souterrains eut lieu de juin 1940 à fin juillet 1941 pour le dénoyage de la mine. Elle était alors sous contrôle allemand. À la fin des années 1920, les mines de Tucquegnieux connaissent un essor assez considérable (1926-1930). Ceci est principalement le fait d'une reprise de l’économie mondiale en même temps que celle de la sidérurgie française. Cependant, cette euphorie fut de courte durée car dès 1931, la production baissera régulièrement. Cette baisse correspond à la Grande Dépression des années 1930 qui, après les États-Unis, frappera les pays européens. Des deux guerres et de la crise de 1929 qui ont amené un effondrement de la sidérurgie européenne, il résulta trois crises successives et très graves qui touchèrent profondément les mines de Tucquegnieux ainsi que tout le bassin minier par ailleurs. Jusqu’en 1960, la production minière de Tucquegnieux ne fit que s’accroître. À cette date, rien ne laissait prévoir un recul imminent. L’industrie avait faim d’acier, la France détenait en 1959, le second rang mondial parmi les pays producteurs de minerai de fer, après l’URSS, avant les États-Unis. Cependant, l'exploitation de la minette sera progressivement abandonnée au profit de l'importation de minerais étrangers, meilleur marché et ayant une meilleure teneur en fer. Ce sera le début d'un vaste plan d'arrêt complet des exploitations minières du Nord-Est, qui entraînera un déclin démographique progressif de la commune. Cet état de fait générera de plus une longue lutte du monde ouvrier des mines pour la préservation de l'activité minière et des emplois qui y sont associés. Cependant, le plan inéluctable d'arrêt des mines du Nord-Est aboutira finalement à la fermeture, puis au démantèlement des derniers puits à la fin des années 1980. Le puits Eugène Roy de Tucquegnieux sera parmi l'un des derniers en activité. Les mines de fer lorraines qui employaient encore en 1976 près de 8 300 ouvriers fermèrent définitivement en 1986.

## Politique et administration

### Tendances politiques et résultats
Voici pour la commune les résultats des diverses élections:
Élections présidentielles, résultats des deuxièmes tours
- Élection présidentielle de 2002 : 82,50 % pour Jacques Chirac (RPR), 17,50 % pour Jean-Marie Le Pen (FN), 71,98 % de participation
- Élection présidentielle de 2007 : 39,58 % pour Nicolas Sarkozy (UMP), 66,42 % pour Ségolène Royal (PS), 77,85 % de participation
- Élection présidentielle de 2012 : 69,97 % pour François Hollande (PS), 30,03 % pour Nicolas Sarkozy (UMP), 69,28 % de participation
- Élection présidentielle de 2017 : 53,16 % pour Emmanuel Macron (LRM), 46,84 % pour Marine Le Pen (RN), 69,21 % de participation

Élections législatives, résultats des deuxièmes tours
- Élections législatives de 2002 : 25,93 % pour Édouard Jacque (UMP), 74,07 % pour Jean-Paul Durieux (PS), 47,60 % de participation
- Élections législatives de 2007 : 25,92 % pour Édouard Jacque (NC), 74,08 % pour Christian Eckert (PS), 48,35 % de participation
- Élections législatives de 2012 : 25,92 % pour Etienne Mangeot (UMP), 79,41 % pour Christian Eckert (PS), 43,58 % de participation
- Élections législatives de 2017 : 61,74 % pour Patrice Zolfo (LFI), 38,26 % pour Xavier Paluszkiewicz (LRM), 32,33 % de participation

Élections européennes, résultats des deux meilleurs scores
- Élections européennes de 2004 : 44,76 % pour Pierre Moscovici (PS), 19,46 % pour Fabienne Pourre (PCF), 31,00 % de participation
- Élections européennes de 2009 : 25,69 % pour Catherine Trautmann (PS), 23,42 % pour Hélène Franco (Front de gauche), 28,62 % de participation
- Élections européennes de 2014 : 25,78 % pour Florian Philippot (FN), 23,10 % pour Gabriel Amard (Front de gauche), 31,06 % de participation

Élections régionales, résultats des deuxièmes tours
- Élections régionales de 2004 : 77,57 % pour Jean-Pierre Masseret (PS), 12,15 % pour Gérard Longuet (UMP), 10,28 % pour Thierry Gourlot (FN), 54,75 % de participation
- Élections régionales de 2010 : 73,22 % pour Jean-Pierre Masseret (PS), 13,57 % pour Laurent Hénart (UMP), 13,22 % pour Thierry Gourlot (FN), 39,82 % de participation
- Élections régionales de 2015 : 34,95 % pour Jean-Pierre Masseret (Divers Gauche), 34,95 % pour Florian Philippot (FN), 30,09 % pour Philippe Richert (Union Droite), 48,43 % de participation

Élections cantonales, résultats des deuxièmes tours
- Élections cantonales de 2004 : 100,00 % pour Michel Mariuzzo (PCF), 54,80 % de participation. (51,6 % des voix au 1er tour, contre 20,4 % Daniel Matergia (PS), 53,00 % de participation)
- Élections cantonales de 2011 : 100,00 % pour Michel Mariuzzo (PCF), 20,70 % de participation. (43,6 % des voix au 1er tour, contre 23,7 % Daniel Matergia (PS), 32,40 % de participation)

Depuis 2013, Élections départementales, résultats des deuxièmes tours
- Élections départementales de 2015 : 65,48 % pour M. CORZANI André et Mme LUPO Rosemary (Front de gauche), 34,52 % pour Mme GOUJET Jessica et M. PLUNTZ Sébastien (FN), 39,03 % de participation

Élections municipales, résultats des deuxièmes tours
- Élections municipales de 2001 : 100,00 % pour la liste de Simon Stachowiak (Divers Gauche), ??,?? % de participation
- Élections municipales de 2008 : 100,00 % pour la liste unique de Simon Stachowiak (Divers Gauche), 5,52 % de bulletins blancs ou nuls, 52,18 % de participation
- Élections municipales de 2014 : 100,00 % pour la liste unique de Simon Stachowiak (Divers Gauche), 17,10 % de bulletins blancs ou nuls, 42,50 % de participation

Élections référendaires
- Référendum de 2000 sur le quinquennat présidentiel : 81,82 % pour le Oui, 18,18 % pour le Non, 20,68 % de participation
- Référendum de 2005 relatif au traité établissant une Constitution pour l’Europe : 76,39 % pour le Non, 23,61 % pour le Oui, 63,80 % de participation

### Administration municipale

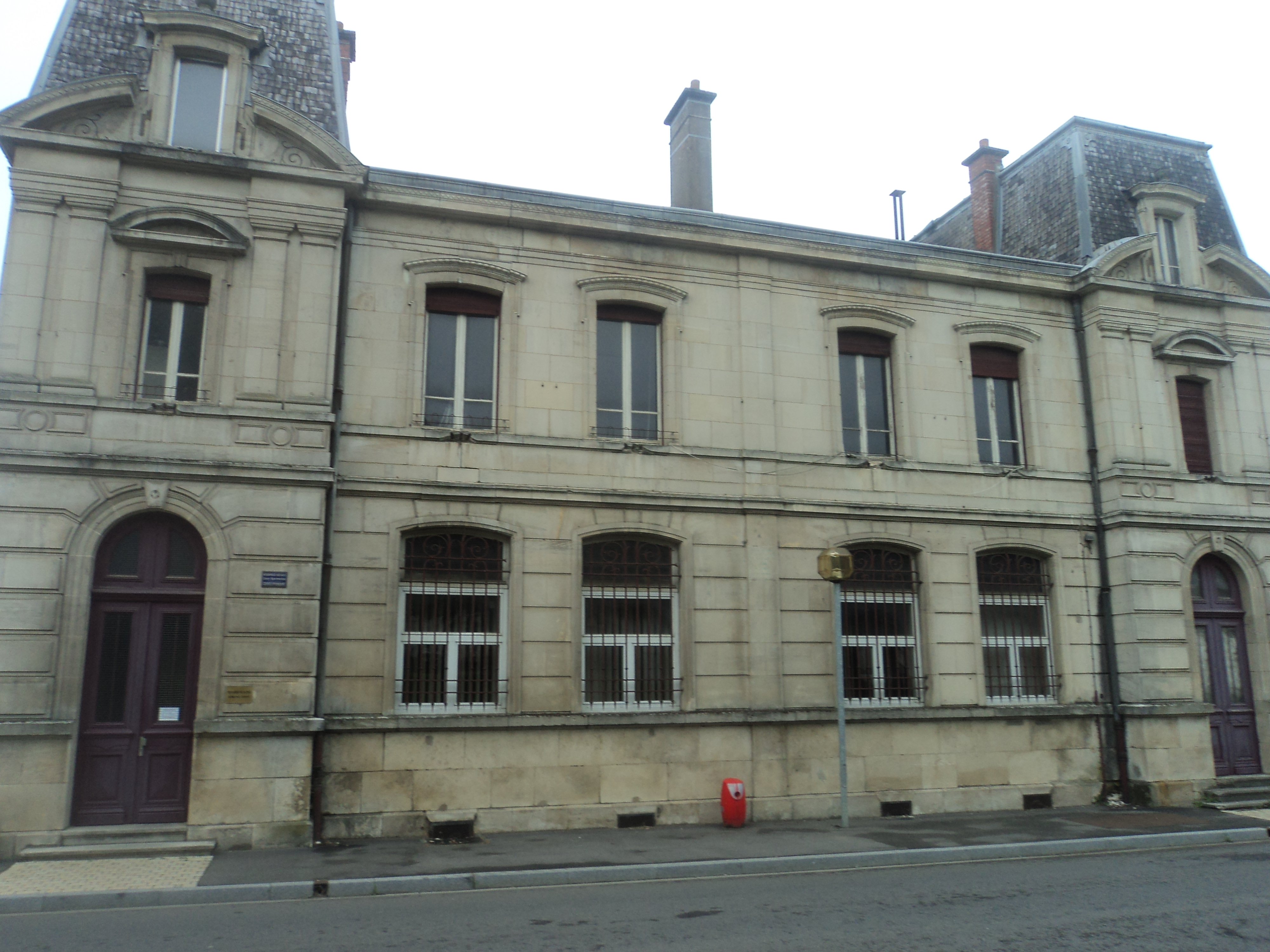
Tucquegnieux village, immeuble qui abritait l'ancienne mairie (à gauche) et l'ancienne poste (à droite).

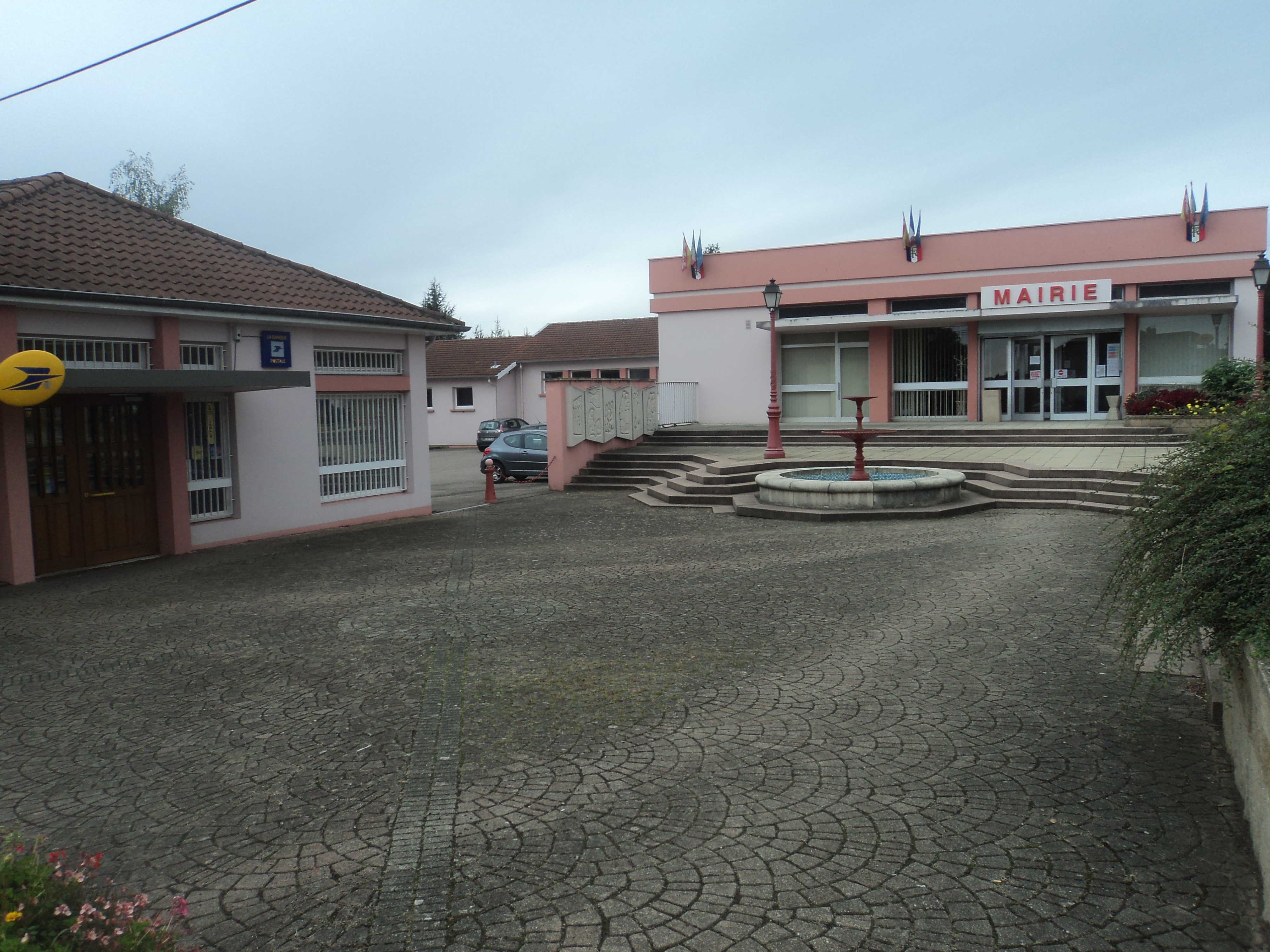
Tucquegnieux plateau, la nouvelle mairie et le bureau de poste.

Le nombre d'habitants à Tucquegnieux étant compris entre 2500 et 3500, le nombre de conseillers municipaux est donc de 23.

### Instances judiciaires et administratives
Du point de vue judiciaire, les juridictions compétentes pour la commune de Tucquegnieux sont :
- La Cour d'appel de Nancy
- La Cour administrative d'appel de Nancy
- Le Tribunal de grande instance de Briey
- Le Tribunal d'instance de Briey
- Le Tribunal pour enfants de Briey
- Le Tribunal de commerce de Briey
- Le Conseil de prud'hommes de Longwy

### Jumelages
La commune de Tucquegnieux n'est à ce jour jumelée avec aucune autre commune.

## Population et société

### Démographie

#### Évolution démographique

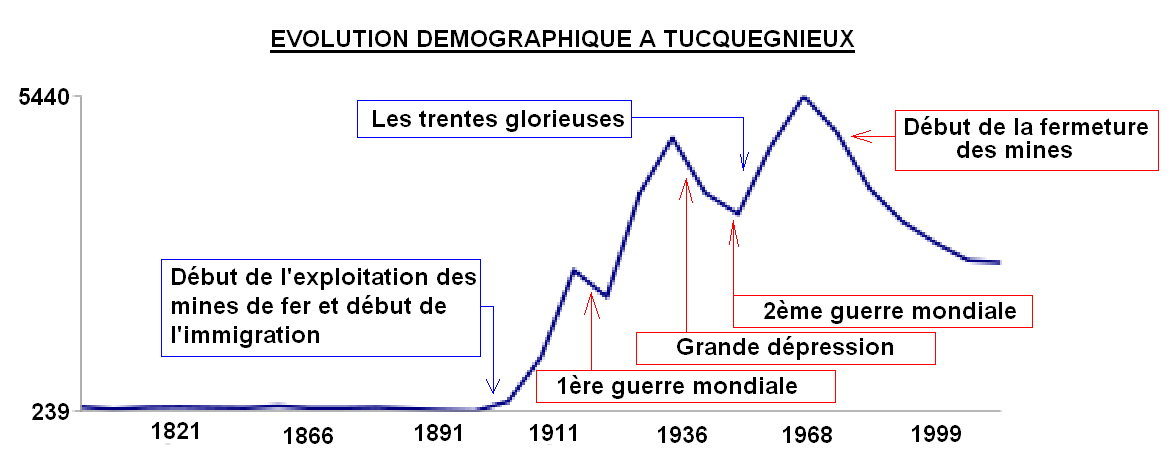
Graphe de l'évolution démographique à Tucquegnieux.

L'évolution du nombre d'habitants est connue à travers les recensements de la population effectués dans la commune depuis 1793. Pour les communes de moins de 10 000 habitants, une enquête de recensement portant sur toute la population est réalisée tous les cinq ans, les populations de référence des années intermédiaires étant quant à elles estimées par interpolation ou extrapolation. Pour la commune, le premier recensement exhaustif entrant dans le cadre du nouveau dispositif a été réalisé en 2005.
En 2022, la commune comptait 2 434 habitants, en évolution de −2,21 % par rapport à 2016 (Meurthe-et-Moselle : −0,13 %, France hors Mayotte : +2,11 %). Le maximum de la population a été atteint en 1962 avec 5 440 habitants.
| 1793 | 1800 | 1806 | 1821 | 1836 | 1841 | 1861 | 1866 | 1872 |
| ---- | ---- | ---- | ---- | ---- | ---- | ---- | ---- | ---- |
| 310  | 271  | 301  | 308  | 298  | 291  | 323  | 288  | 289  |

| 1876 | 1881 | 1886 | 1891 | 1896 | 1901 | 1906  | 1911  | 1921  |
| ---- | ---- | ---- | ---- | ---- | ---- | ----- | ----- | ----- |
| 290  | 300  | 276  | 254  | 239  | 396  | 1 124 | 2 565 | 2 121 |

| 1926  | 1931  | 1936  | 1946  | 1954  | 1962  | 1968  | 1975  | 1982  |
| ----- | ----- | ----- | ----- | ----- | ----- | ----- | ----- | ----- |
| 3 826 | 4 747 | 3 838 | 3 490 | 4 611 | 5 440 | 4 842 | 3 911 | 3 367 |

| 1990  | 1999  | 2005  | 2006  | 2010  | 2015  | 2020  | 2022  | - |
| ----- | ----- | ----- | ----- | ----- | ----- | ----- | ----- | - |
| 3 017 | 2 726 | 2 692 | 2 649 | 2 575 | 2 502 | 2 422 | 2 434 | - |

#### Pyramide des âges
La population de la commune est relativement âgée. En 2018, le taux de personnes d'un âge inférieur à 30 ans s'élève à 28,1 %, soit en dessous de la moyenne départementale (36,8 %). À l'inverse, le taux de personnes d'âge supérieur à 60 ans est de 32,4 % la même année, alors qu'il est de 25,4 % au niveau départemental.
En 2018, la commune comptait 1 148 hommes pour 1 305 femmes, soit un taux de 53,2 % de femmes, légèrement supérieur au taux départemental (51,43 %).
Les pyramides des âges de la commune et du département s'établissent comme suit.
| Hommes | Classe d’âge | Femmes |
| ------ | ------------ | ------ |
| 0,8    | 90 ou +      | 1,6    |
| 9,4    | 75-89 ans    | 14,4   |
| 18,4   | 60-74 ans    | 19,6   |
| 21,6   | 45-59 ans    | 20,2   |
| 20,3   | 30-44 ans    | 17,4   |
| 13,9   | 15-29 ans    | 12,5   |
| 15,4   | 0-14 ans     | 14,4   |

| Hommes | Classe d’âge | Femmes |
| ------ | ------------ | ------ |
| 0,6    | 90 ou +      | 1,8    |
| 6,6    | 75-89 ans    | 9,3    |
| 16,2   | 60-74 ans    | 17,4   |
| 19,5   | 45-59 ans    | 18,9   |
| 18,9   | 30-44 ans    | 18     |
| 20,6   | 15-29 ans    | 18,9   |
| 17,6   | 0-14 ans     | 15,6   |

### Enseignement
La commune de Tucquegnieux dépend de l'Académie de Nancy-Metz et les écoles primaires de la commune dépendent de l'Inspection académique de Meurthe-et-Moselle. Pour le calendrier des vacances scolaires, Tucquegnieux est en zone A.
La commune compte encore à ce jour trois établissements scolaires publiques :
- À Tucquegnieux village se trouve l'école maternelle Louise-Michel, située rue Louis-Papys
- À Tucquegnieux marine se trouve l'école élémentaire Albert-Lebrun, située rue Amédée-Lamoine
- À Tucquegnieux plateau, le collège Joliot-Curie, situé Clemenceau

Pendant la période faste du point de vue démographique, les quartiers du village et de la marine avaient chacun leurs écoles primaires. Ainsi par exemple, au village, nous trouvions l'école élémentaire "garçons" Jules-Ferry et l'école élémentaire "filles" Hélène-Boucher.

Écoles à Tucquegnieux
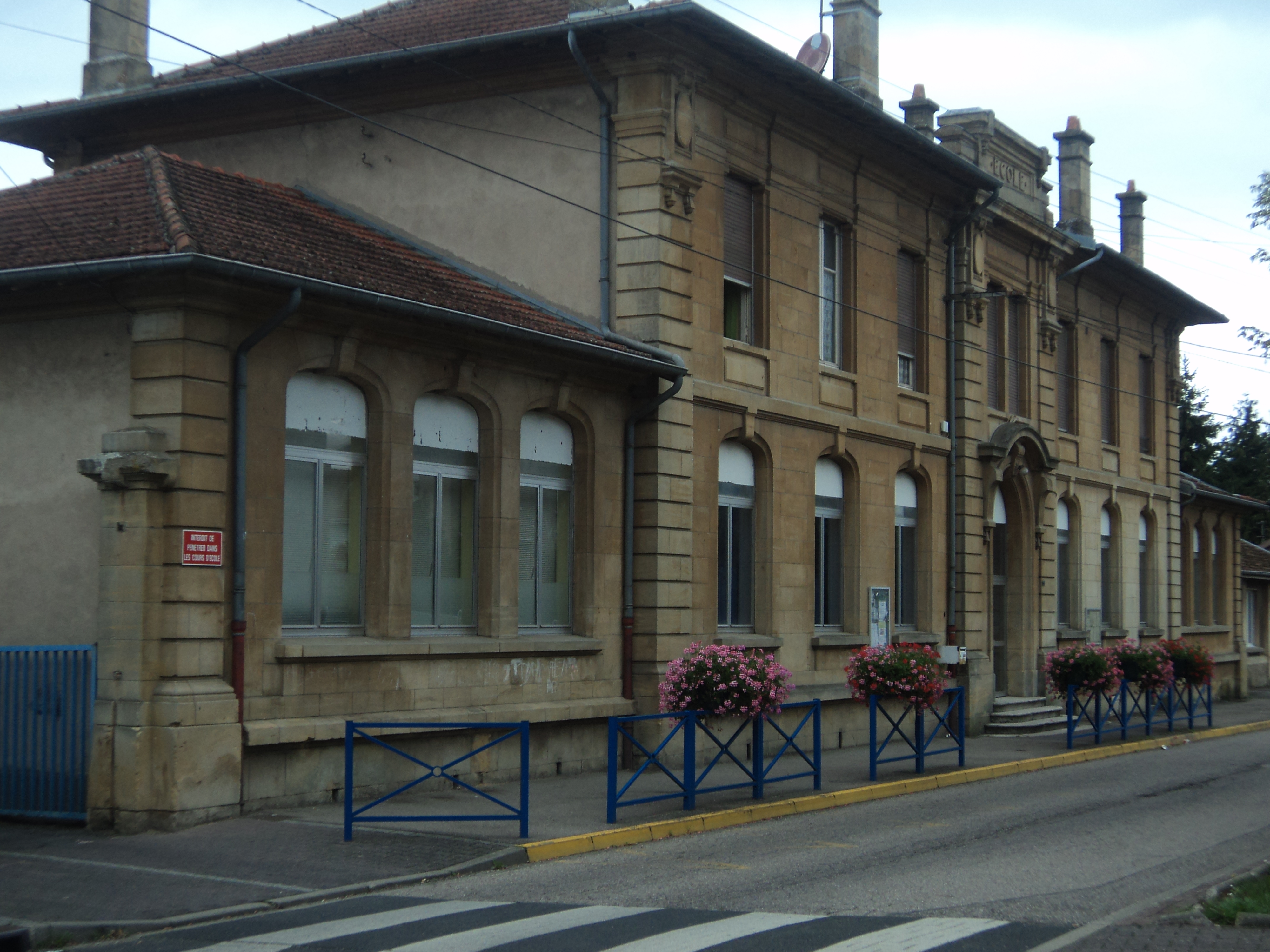
Tucquegnieux village, l'ancienne école primaire Jules-Ferry.
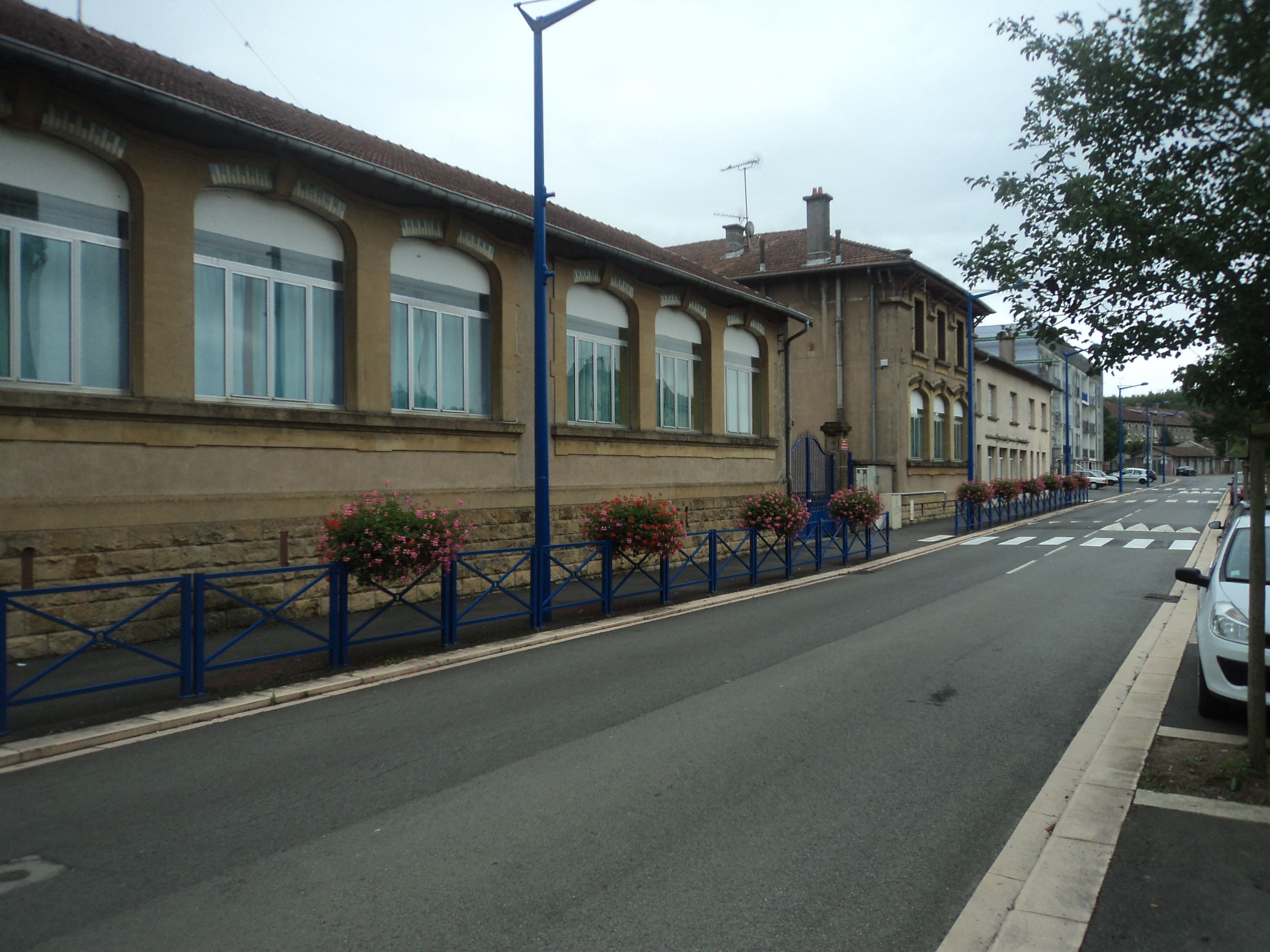
Tucquegnieux marine, l'école primaire Albert-Lebrun.
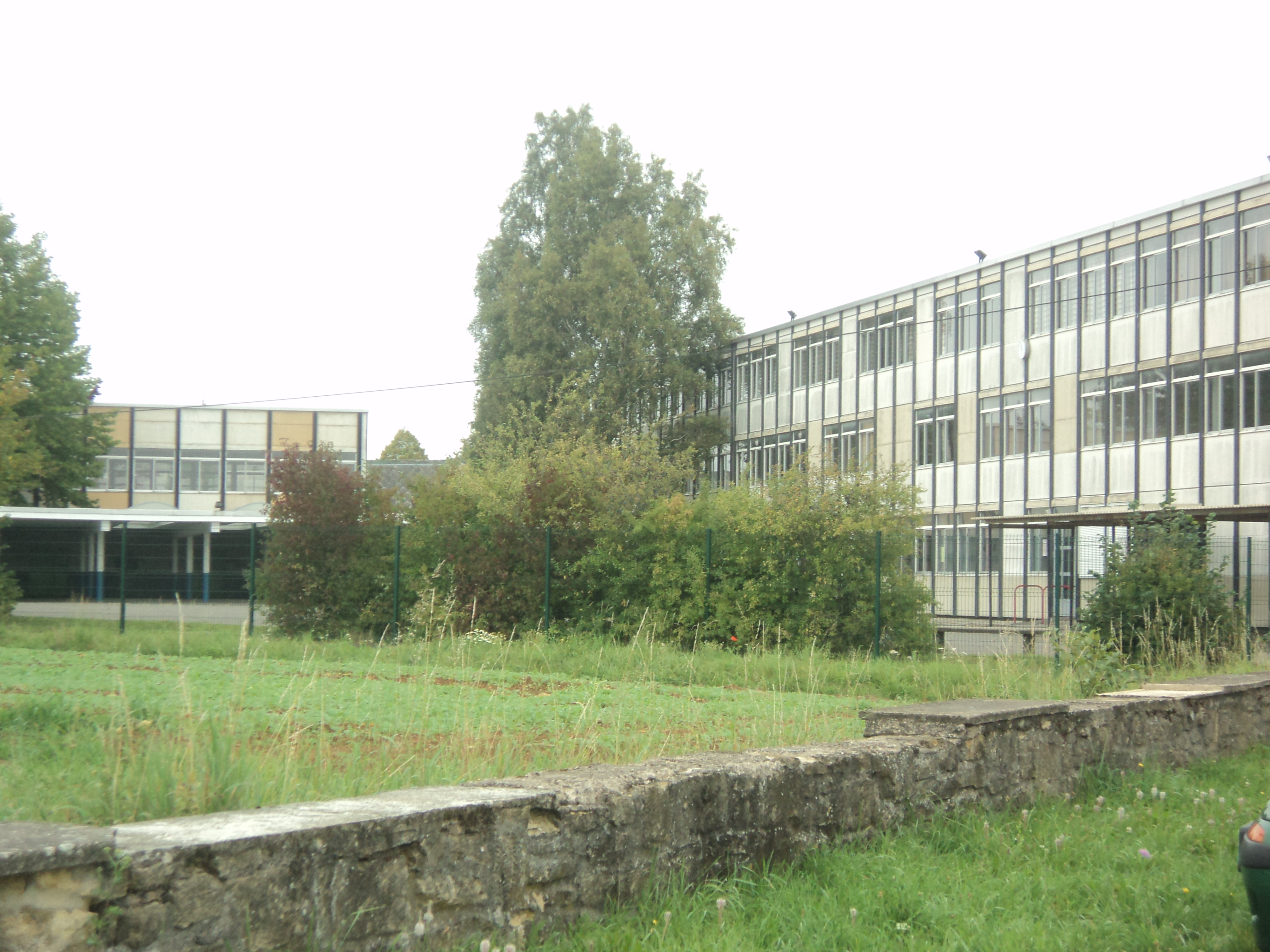
Tucquegnieux plateau, le collège d'enseignement secondaire Joliot-Curie.

### Manifestations culturelles et festivités
Une quarantaine d'associations font vivre la commune de Tucquegnieux toute l'année. Sportives, culturelles et diverses, les associations dynamisent la ville avec un programme d'activités varié, qui complète celui proposé par la ville. On retiendra facilement :
- les Festivités des 13-14 juillet réputées pour une soirée haute en couleur d'artifices et de musique ;
- les 24 h cyclistes chaque 15 août au village.

### Sports
Les clubs de football (ASTT, évoluant en d2), un club de basket-ball (BC Tucquegnieux évoluant en excellence départementale) et le vélo-club de Tucquegnieux sont les trois principales structures sportives de la commune.
Les équipements sportifs de la commune incluent une salle des sports ainsi qu'un terrain de football géré par l'ASTT.
Cependant, le territoire de la commune, riche en espaces naturels et en forêts, permet la pratique du VTT et de la randonnée en forêt et une voie verte est aménagée sur l'ancienne ligne de chemin de fer.
Un ressortissant de la commune, Émile Maggi (1908-1986), a accompli une grande carrière internationale en marche athlétique, en ayant notamment été finaliste olympique sur le 10 km en 1948 et en 1952.

### Santé
Quatre médecins généralistes sont installés à Tucquegnieux, ainsi que deux cabinets dentaires, un cabinet de soins infirmiers, un cabinet de kinésithérapie et un psychologue. La commune dispose également d'une pharmacie.
L'hôpital le plus proche est situé à Briey (hôpital Maillot). Sur cette même commune, nous pouvons également trouver, en plus de divers cabinets de médecins spécialistes, un cabinet de radiologie, un laboratoire d'analyses médicales, un centre long séjour, un Institut médico-éducatif et un Centre d'Aide par le Travail.

### Médias
Une chaîne de télévision locale, "TV Woigot" diffuse des informations d'ordre pratique concernant les communes du pays-haut. Cette diffusion se fait au travers du réseau câblé Numéricable, auquel la commune est reliée, et qui permet de visonner les principales chaînes nationales et thématiques du réseau TNT.
En plus des stations de radio nationales, Tucquegnieux est couverte par de nombreuses antennes locales dont Lor'FM sur 97.2. De plus, grâce à la proximité des trois frontières, il est aussi possible d'y capter de nombreuses radios belges, luxembourgeoises ou allemandes.
Le presse régionale est présente avec le quotidien Le Républicain lorrain. La mairie édite un bulletin d'informations municipales, « Tucquegnieux Infos », distribué gratuitement à la population.
En ce qui concerne la téléphonie fixe, la commune n'est toujours pas en zone dégroupée à ce jour. Elle est par contre bien couverte par les réseaux des différents opérateurs de téléphonie mobile.

### Cultes
Le culte catholique est assuré à Tucquegnieux à l'église Notre-Dame-de-l'Assomption, rattachée à la paroisse "Saint-Jean l'Évangéliste", qui dépend elle-même du secteur pastoral du Pays Haut, rattaché au diocèse de Nancy-Toul.
La commune dispose également d'une église néo-apostolique.
Le temple protestant le plus proche se situe à Etain, dans la Meuse.
Pour le culte juif, les synagogues les plus proches se trouvent à Hagondange et à Thionville, en Moselle.
Pour la pratique du culte musulman, les deux mosquées les plus proches se situent dans le département sur les communes de Jœuf et Jarny (environ une vingtaine de km).

## Économie

### Revenus de la population et fiscalité
En 2008, le revenu fiscal médian par ménage était de 15 885 €, ce qui plaçait Tucquegnieux au 22 769e rang parmi les 31 604 communes de plus de 50 ménages en métropole.

### Emplois
La population âgée de 15 à 64 ans s'élevait en 2008 à 1 589 personnes (1 683 en 1999), parmi lesquelles on comptait 71 % d'actifs dont 51,1 % ayant un emploi et 9,9 % de chômeurs. En 2008, 13,1 % des actifs ayant un emploi et résidant dans la commune travaillaient à Tucquegnieux, 37,4 % dans une autre commune du département de Meurthe-et-Moselle et 22,6 % à l'étranger, c'est-à-dire principalement au Grand-Duché de Luxembourg.
Le taux d'activité en 2008 est de 42,7 % pour la tranche d'âge 15 - 24 ans (France métropolitaine : 42,9 %), 88,1 % pour la tranche d'âge 25 - 54 ans (France métropolitaine : 89,4 %), et 41,5 % pour la tranche d'âge 55 - 64 ans (France métropolitaine : 41,2 %).
La répartition par catégories socioprofessionnelles de la population active de Tucquegnieux fait apparaître une sous-représentation des « cadres et professions intellectuelles » et dans une moindre mesure des « professions intermédiaires », et une sur-représentation des « employés » et des « ouvriers » par rapport à la moyenne de la France métropolitaine.
Répartition de la population active par catégories socioprofessionnelles (recensement de 2008)
|                             | Agriculteurs | Artisans, commerçants, chefs d'entreprise | Cadres, professions intellectuelles | Professions intermédiaires | Employés | Ouvriers |
| --------------------------- | ------------ | ----------------------------------------- | ----------------------------------- | -------------------------- | -------- | -------- |
| Tucquegnieux                | 0,72 %       | 5,14 %                                    | 6,58 %                              | 18,66 %                    | 31,11 %  | 36,97 %  |
| Moyenne nationale           | 1,78 %       | 5,52 %                                    | 14,62 %                             | 23,90 %                    | 29,09 %  | 24,13 %  |
| Sources des données : INSEE |              |                                           |                                     |                            |          |          |

En 2008 on comptait 344 emplois dans la commune, contre 350 en 1999. Le nombre d'actifs ayant un emploi résidant dans la commune étant de 981, l'indicateur de concentration d'emploi n'est que de 35,1 %, ce qui signifie que la commune offre approximativement un peu plus d'un emploi pour trois Tucquenois actifs. Cet indicateur était de 38,9 % en 1999.
La répartition par secteurs d'activité des emplois à Tucquegnieux fait apparaître le poids de l'industrie et de la construction, ce qui ne surprend pas dans une commune qui fut longtemps à vocation ouvrière, mais aussi la relative faiblesse du secteur commercial. L'emploi tertiaire (commerce et services) représente 57 % du total à Tucquegnieux, contre plus de 75 % en France métropolitaine.
Répartition des emplois par secteurs d'activité (recensement de 2008)
|                             | Agriculture | Industrie | Construction | Commerce, transports, services divers | Administration publique, enseignement, santé, action sociale |
| --------------------------- | ----------- | --------- | ------------ | ------------------------------------- | ------------------------------------------------------------ |
| Tucquegnieux                | 2,1 %       | 26,6 %    | 14,3 %       | 26,3 %                                | 30,7 %                                                       |
| Moyenne nationale           | 3,1 %       | 14,8 %    | 6,8 %        | 45,1 %                                | 30,3 %                                                       |
| Sources des données : INSEE |             |           |              |                                       |                                                              |

## Culture locale et patrimoine

### Lieux et monuments

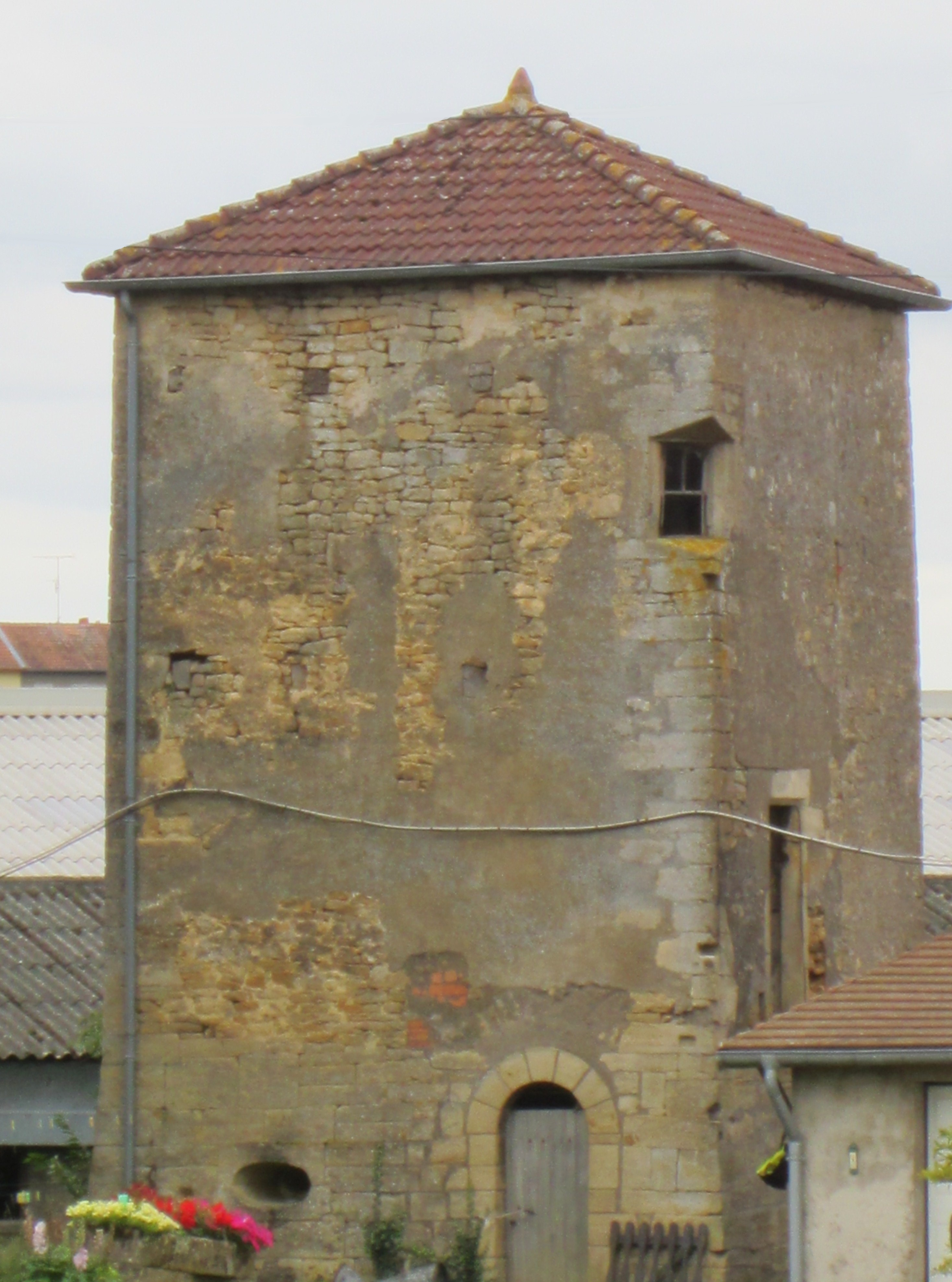
Vestiges du château de Brabant.

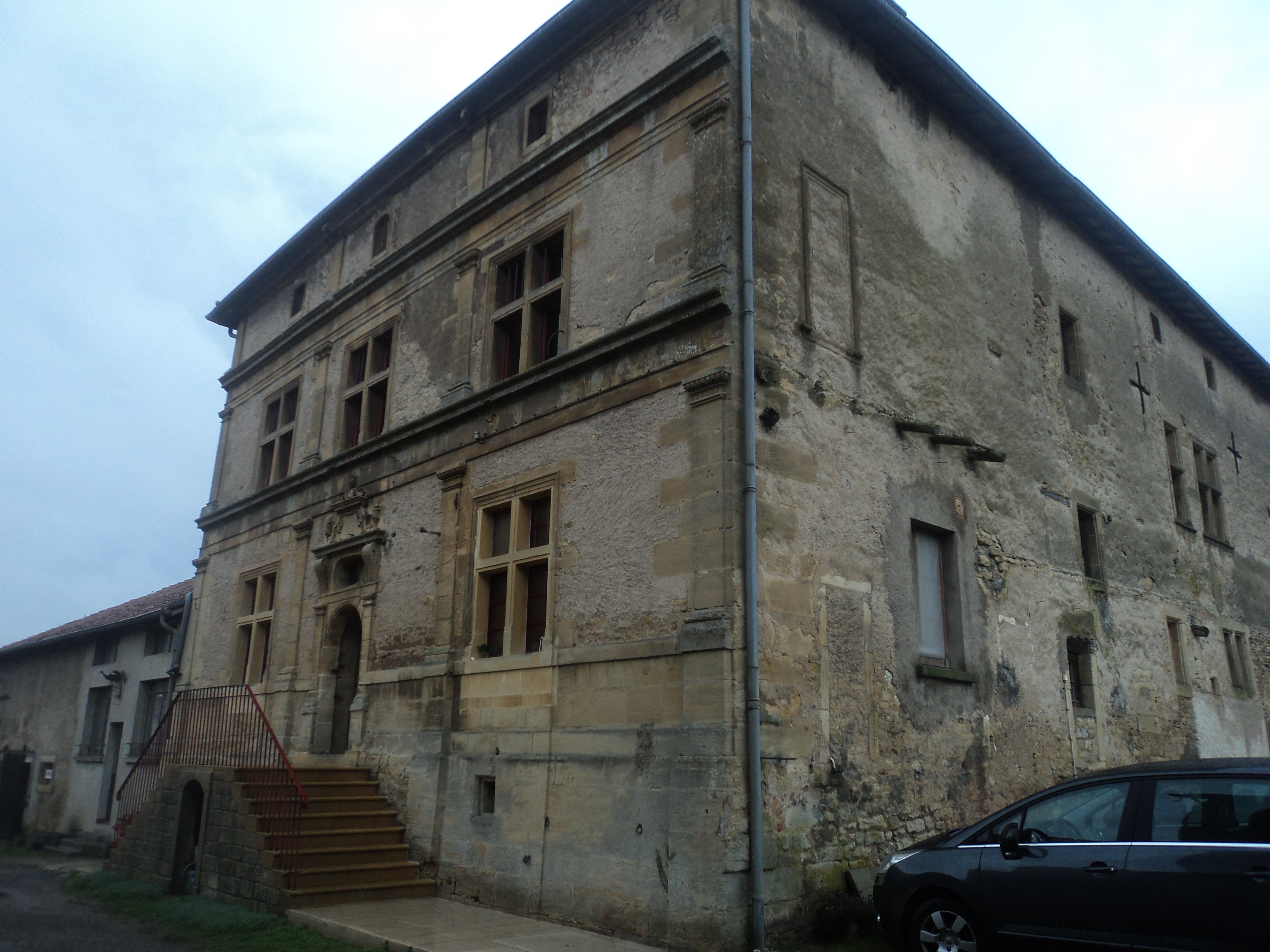
La ferme Sainte-Mathilde.

- Un château fort dit château de Brabant, qui est en fait une maison forte formée de quatre corps de bâtiments disposés autour d'une cour (d'après la carte des Naudin), cantonnée de 4 tours de plan masse. Construite vers le milieu du XVIe siècle pour la famille de Serainchamps, érigée en fief le 26 juin 1584, propriété de la famille de Serainchamps jusqu'à la fin du XVIIIe siècle, puis de 1785 à 1792 de la famille de Gourcy. La maison fut transformée à plusieurs reprises, notamment en 1623 (date placée au-dessus de la porte piétonne). Repercée au XVIIIe siècle et à nouveau transformée en 1830 pour la famille Hieulle-Neveux (date rajoutée sur le cartouche au-dessus de la porte piétonne), Il n'en subsiste plus aujourd'hui qu'un corps de bâtiment et la tour nord-est. C'était à l'origine un ensemble d'éléments défensifs. Le château figure dans l'inventaire général du patrimoine culturel depuis 1974[30].
- La ferme Sainte-Mathilde, située à Tucquegnieux village, datant de 1564, est classée au titre des monuments historiques par arrêté du 21 mars 1994[31]. Sur la façade arrière de la ferme, on peut distinguer un croisillon d'un calvaire du XVIIIe siècle, remployé dans ladite façade[32].

L'intérieur de la bâtisse a un temps été aménagé en ferme auberge, avec pour principales spécialités la potée lorraine dans le chaudron de la cheminée, le poulet flambé à la mirabelle, la cuisine au gris de Toul, la mousse caramel glacée, les fromages et pains maisons. La ferme attenante est une ferme biologique qui produit principalement du lait transformé en de pittoresques fromages tels la tome de Tucquegnieux, la Bêtise, des fromages blancs et crèmes... Tous ces produits sont proposés à la vente directe au public.

### Édifices religieux
- L'église paroissiale Notre-Dame-de-l'Assomption, située à Tucquegnieux village, construite en 1832, date donnée par les ancres placées sur la façade sud[33].
- La chapelle Sainte-Barbe du XXe siècle, située à Tucquegnieux marine.
- L'ancienne chapelle ossuaire, située dans le vieux cimetière au village, et communément appelé ossuaire Saint-Delis, est inscrite au titre des monuments historiques par arrêté du 23 novembre 1987[34]. Ce très vieux cimetière contient encore quelques tombes du XIXe siècle.
- L'oratoire de la Vierge Marie, situé au tout début du plateau en montant de Tucquegnieux village.
- L'église néo-apostolique rue Loris-Batignani.
- L'ancien cimetière à Tucquegnieux village.
- Le nouveau cimetière situé sur le plateau.

Édifices religieux
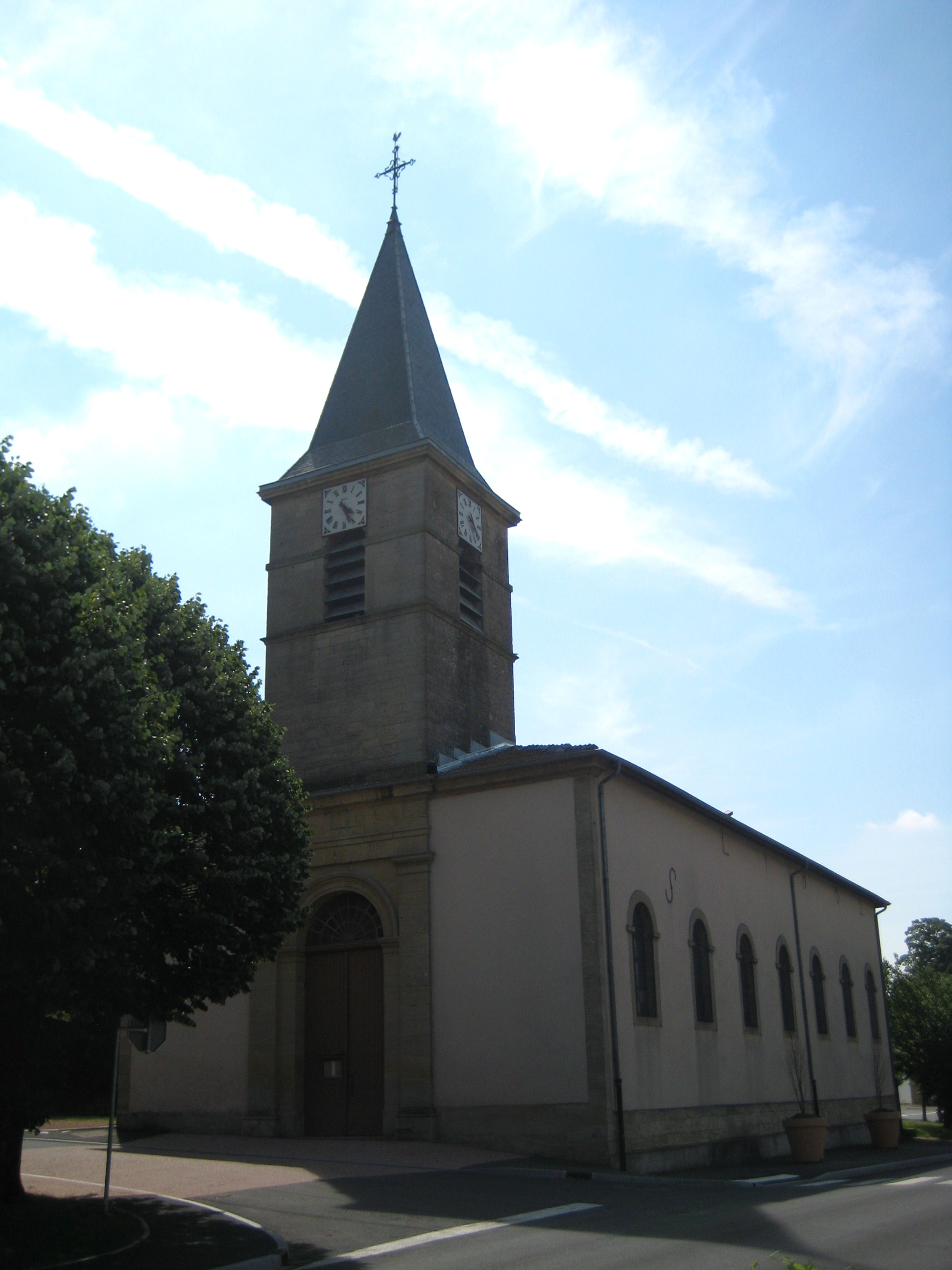
Église paroissiale Notre-Dame-de-l'Assomption de Tucquegnieux.
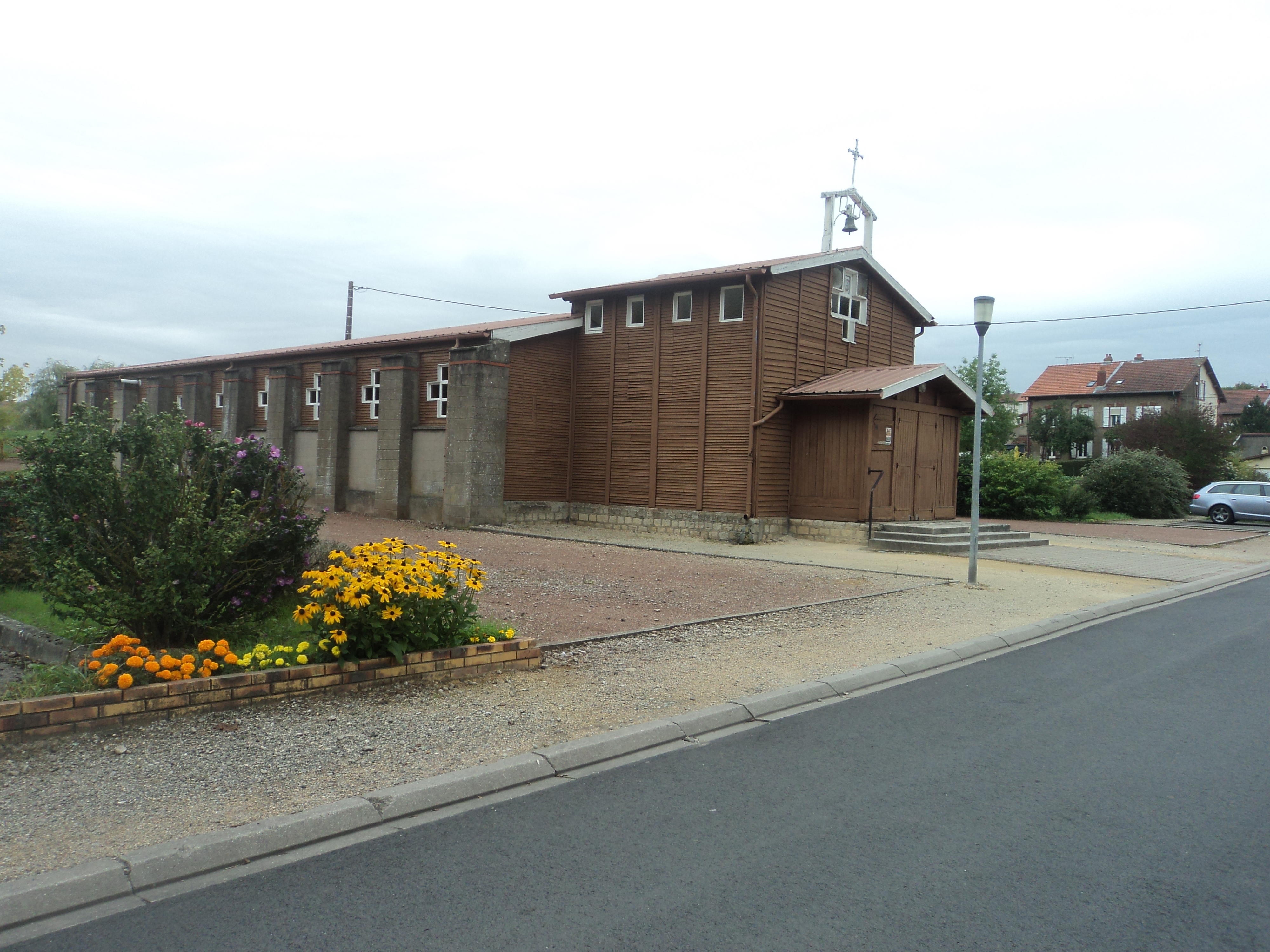
Tucquegnieux marine, la chapelle Sainte Barbe.
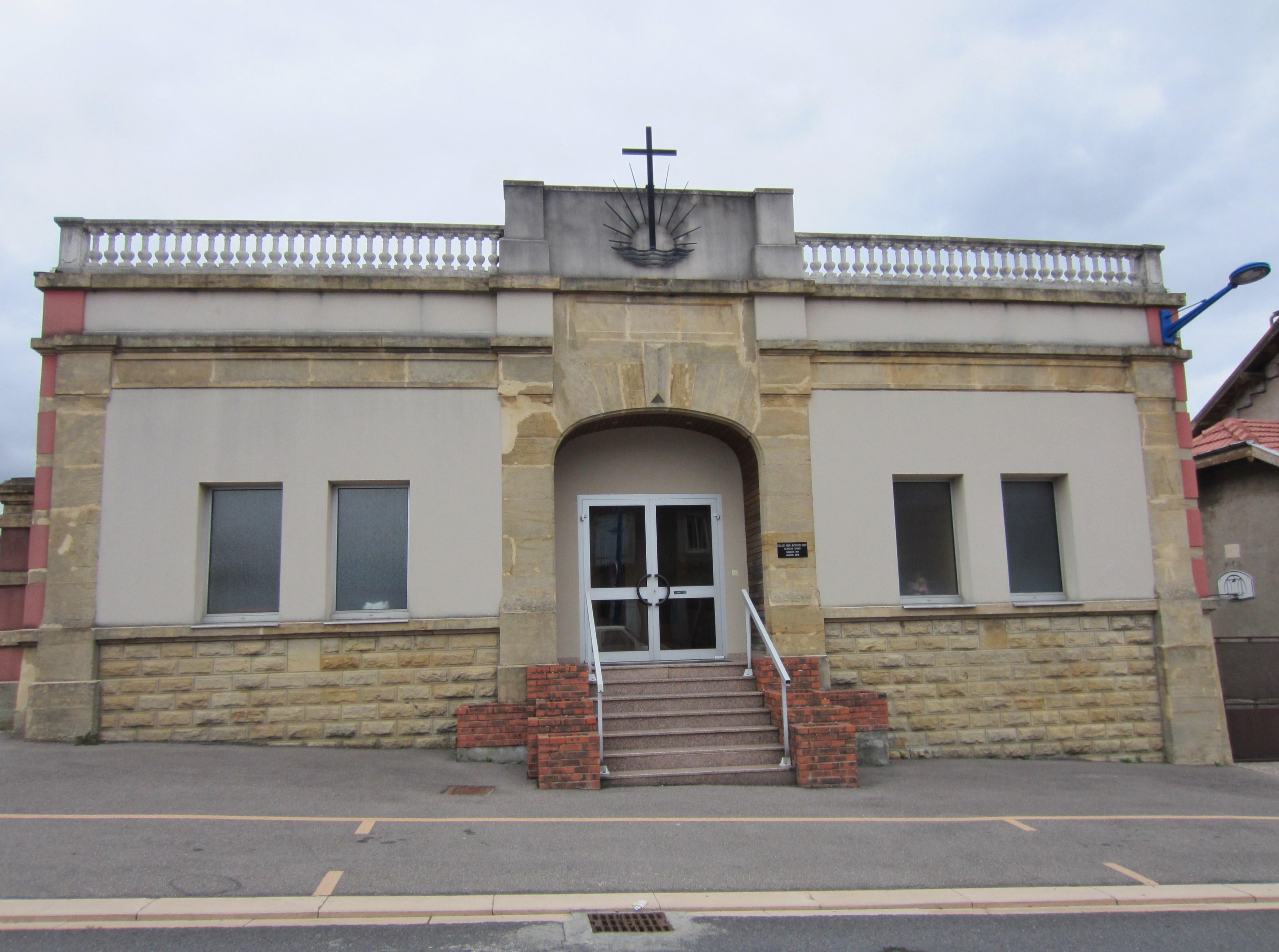
L'église néo-apostolique.
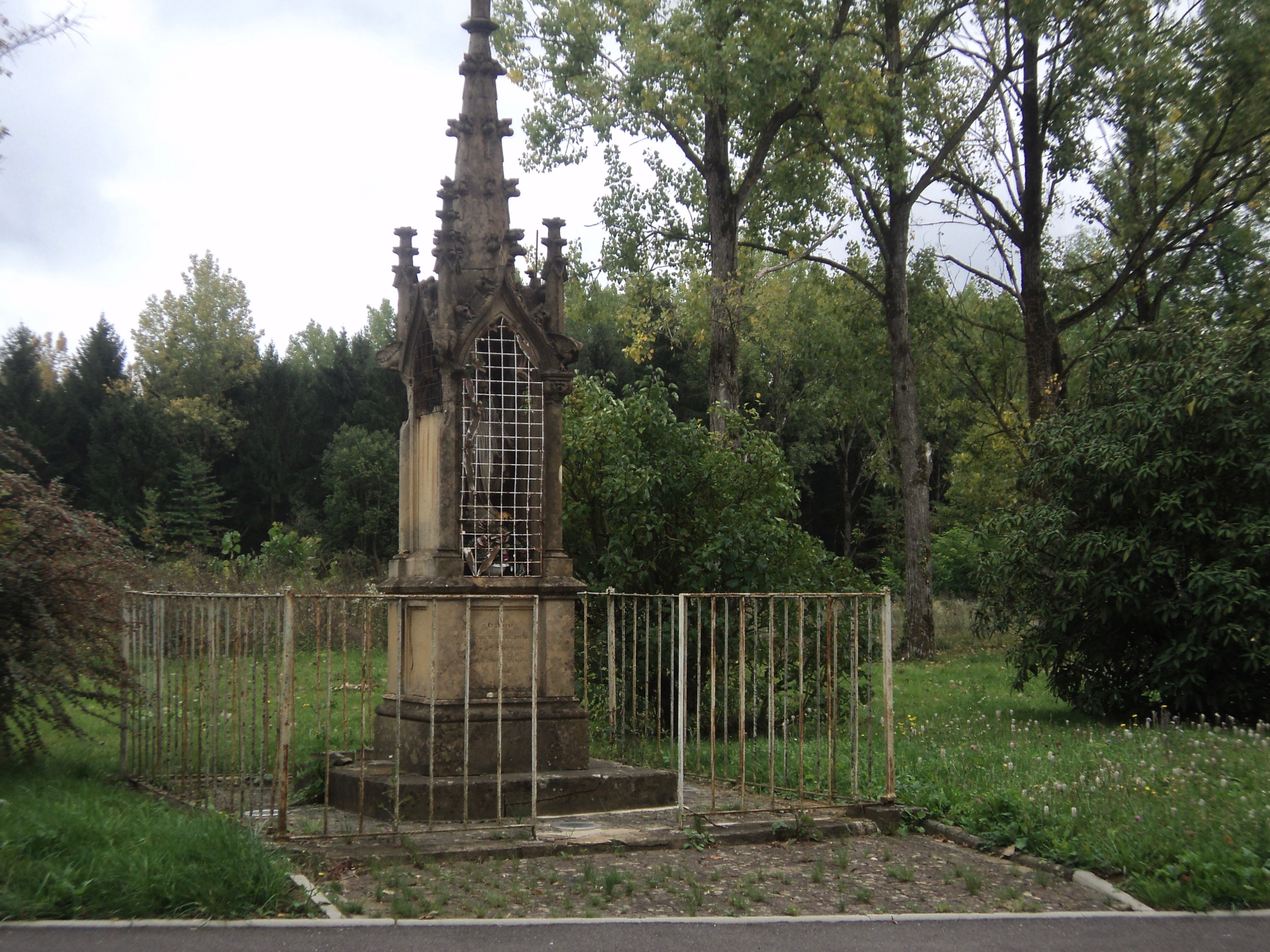
Tucquegnieux plateau, oratoire de la Vierge Marie, près de l'emplacement de la mine.
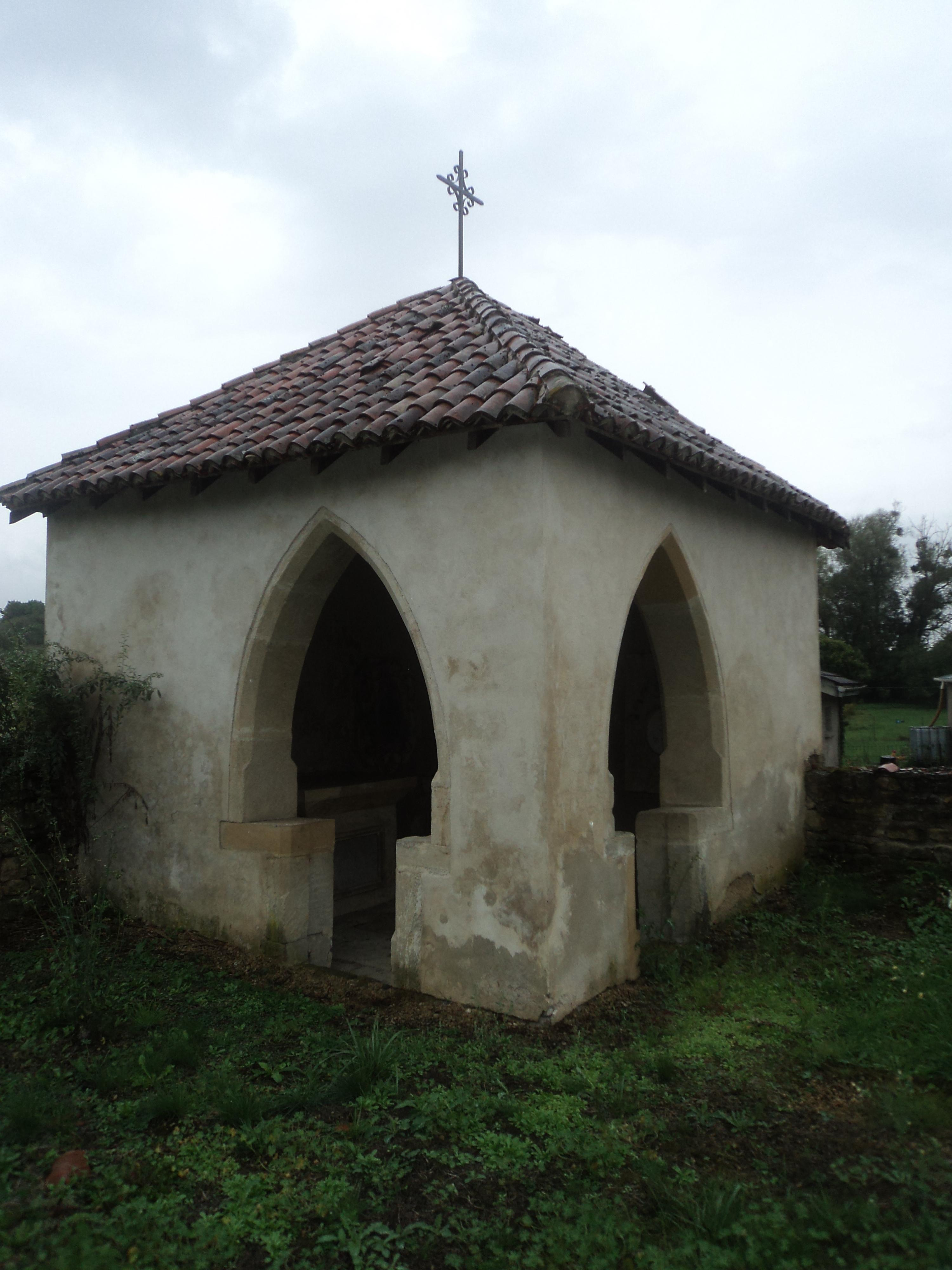
L'Ossuaire Saint-Delis.

### Héraldique et logotype

Blason de Tucquegnieux.

La symbolique du blason à gauche représente dans la partie supérieure les armes des familles de Serainchamps (quartier de gauche) et du Luxembourg (quartier de droite), pour rappeler que ces deux familles furent les seigneurs du lieu. Les couleurs de l’échiqueté inférieur sont celles de la Lorraine. Les trois écussons sont chargés d’une rivière (le Woigot), qui arrose la commune et de trèfles qui remplissent les prairies avoisinantes.
La description originale est la suivante : Coupé au 1er parti d’argent à la bande de gueules chargée de trois fleurs de lys d’or et fascé d’argent et d’azur de huit pièces au lion de gueules à la queue fourchue passée en sautoir, armé, couronné et lampassé d’or. Au 2e échiqueté d’or et de gueules de sept points et quatre tires, chargé de trois écussons d’argent à la fasce ondée d’azur accompagnée de trois trèfles de sinople, disposés 2, 1.
Le logotype à droite fait référence au passé travailleur et principalement minier de la commune. Nous distinguons très clairement des attributs de mineurs de fond (casque et pic) représentés symboliquement sur fond mauve, en plus d'une faux faisant, elle, référence au monde agricole, et avec la devise "Pax et Labori" (Paix et Travail) inscrite en bandeau.

## Galerie

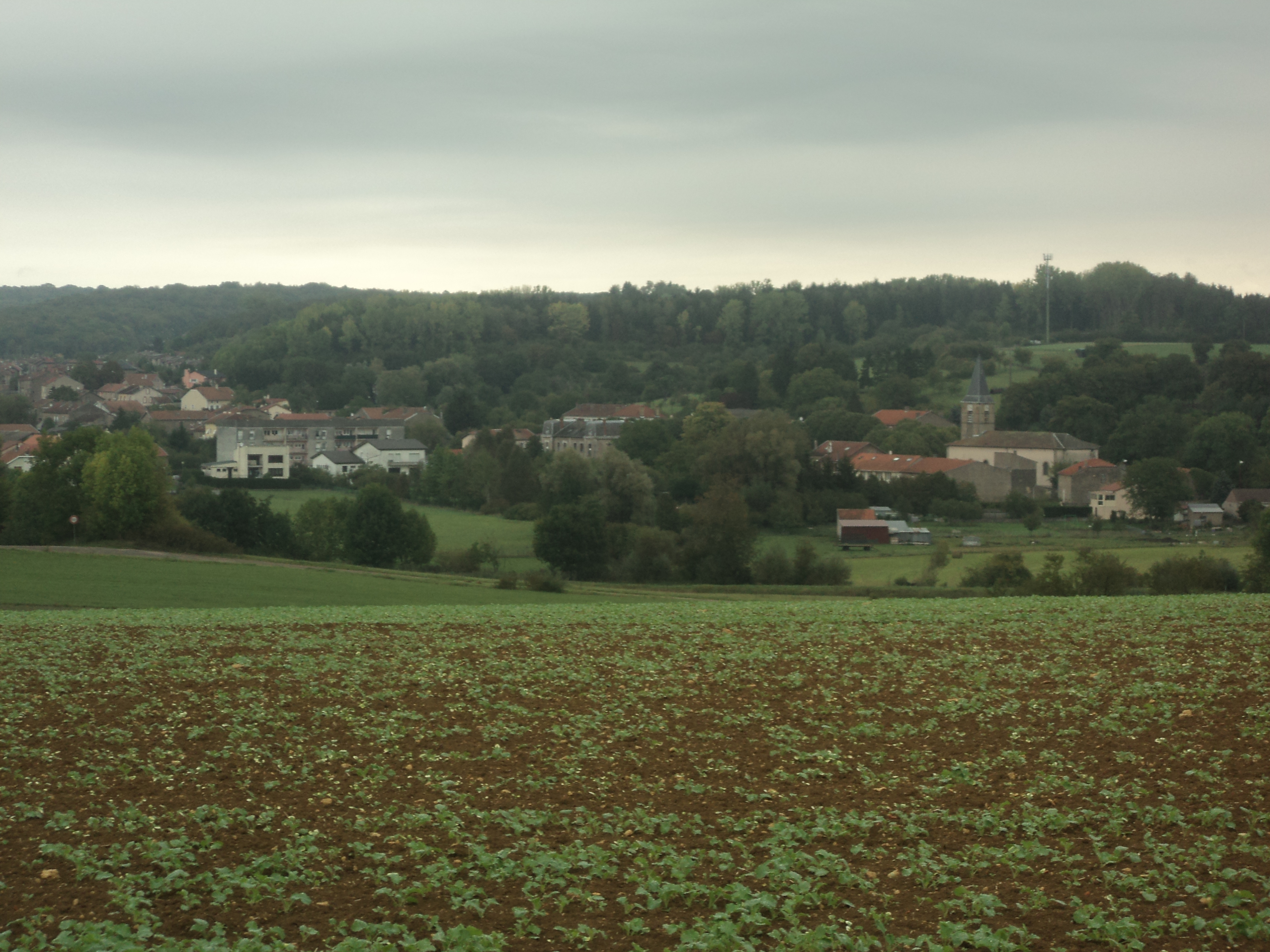
Vue panoramique de Tucquegnieux village.
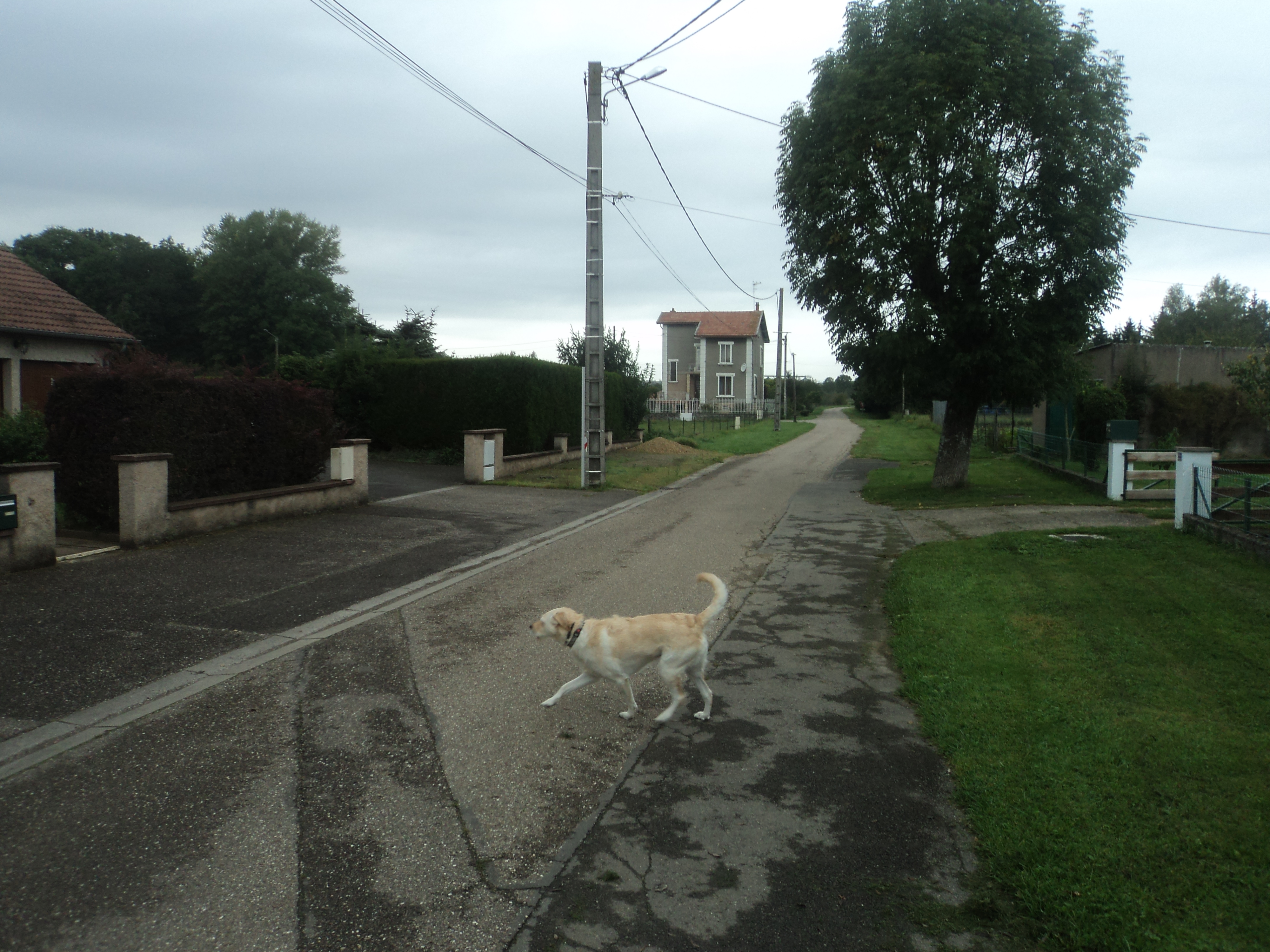
Tucquegnieux village, l'ancien chemin de Mairy.
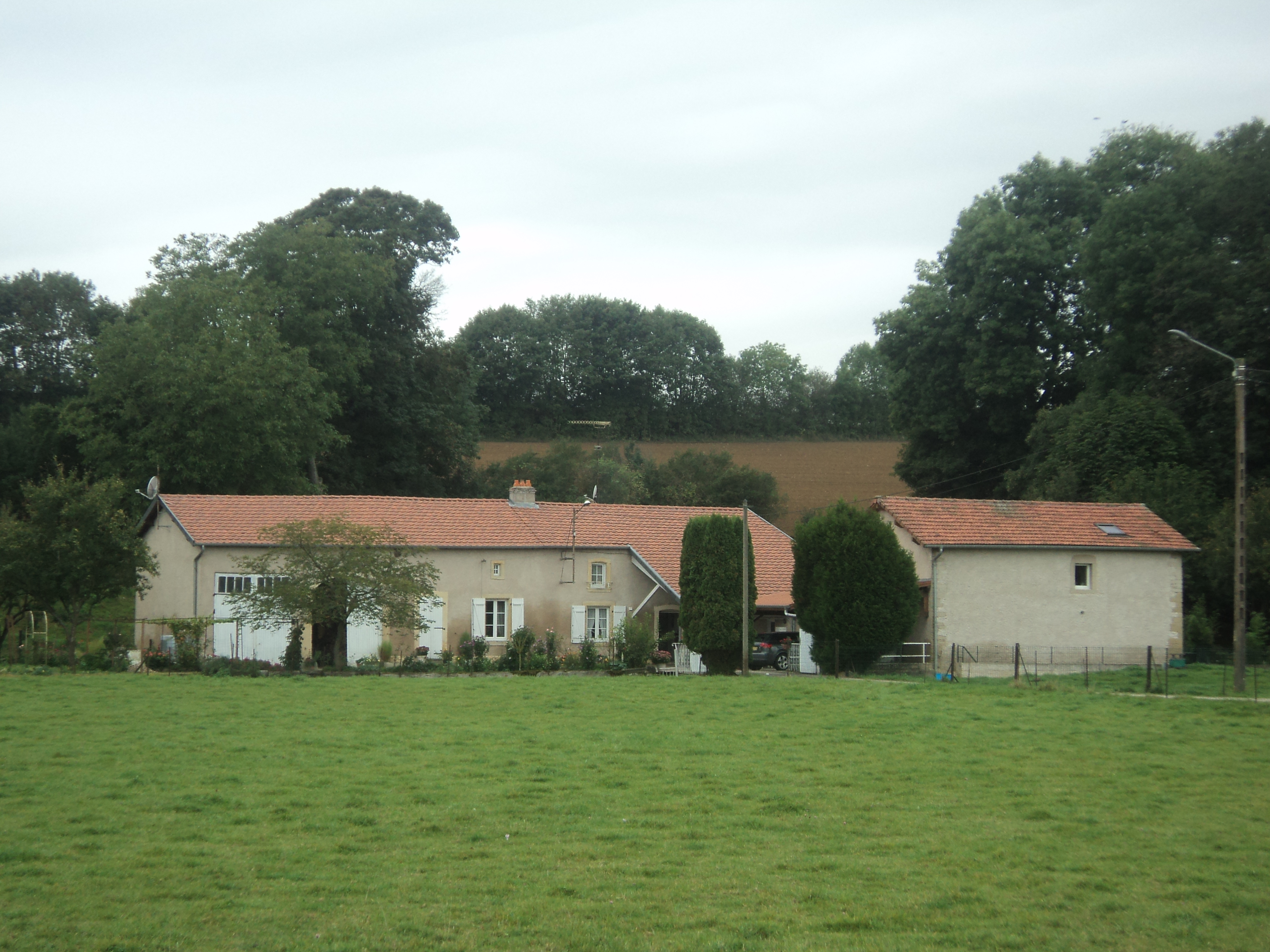
Une ferme à Tucquegnieux village (moulin de Saulx).
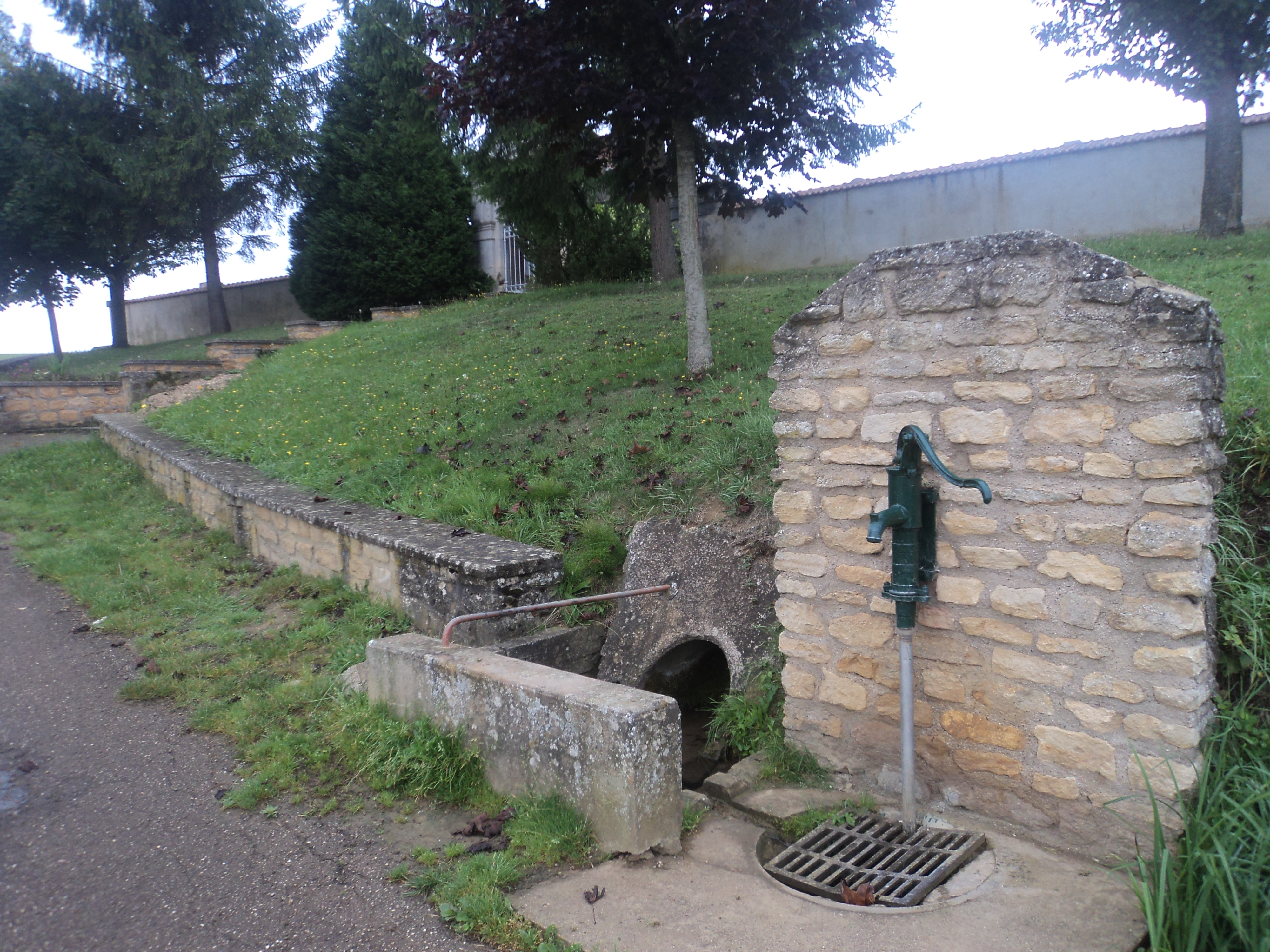
Tucquegnieux village : devant le vieux cimetière.
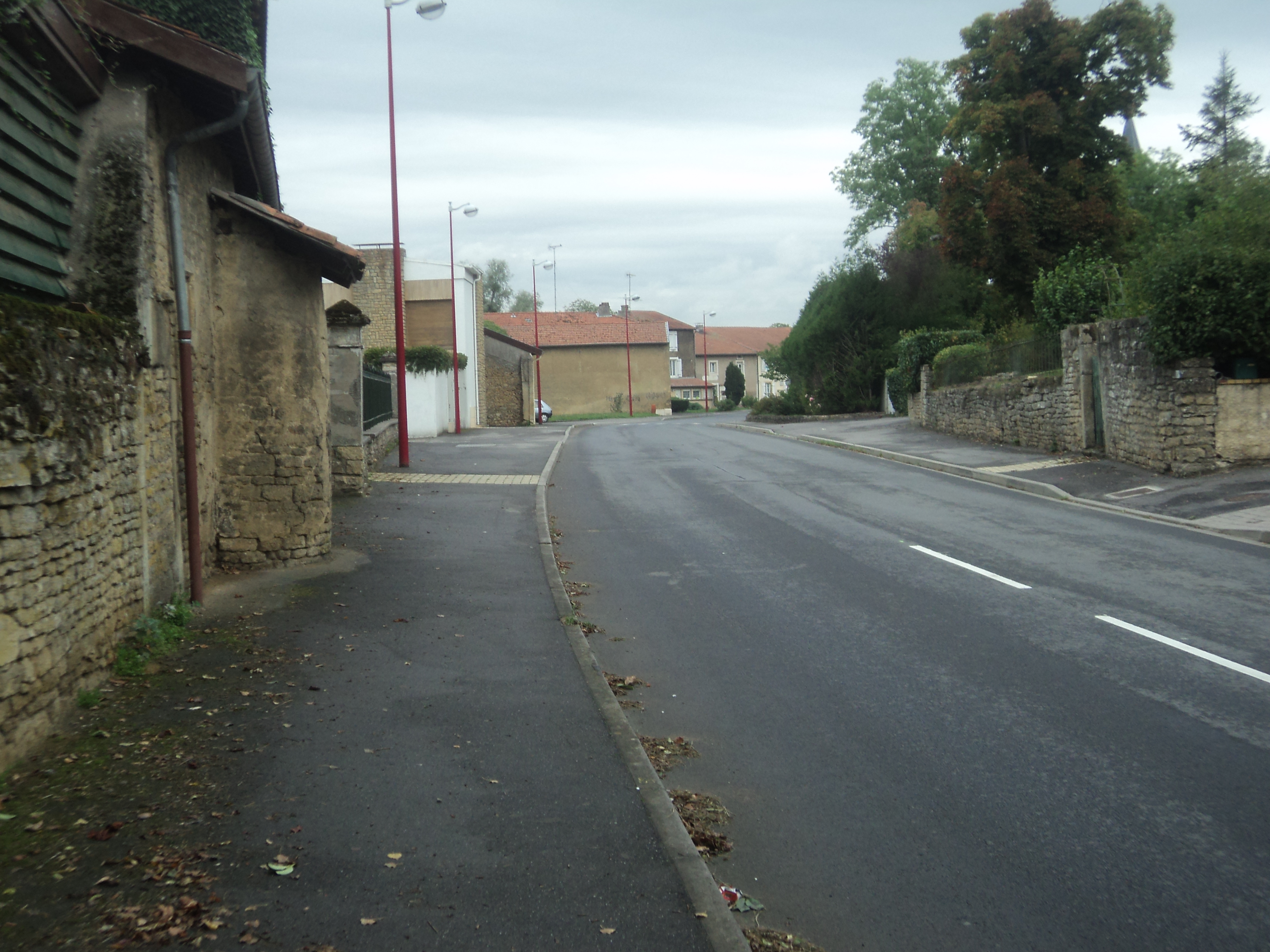
L'entrée de Tucquegnieux village.
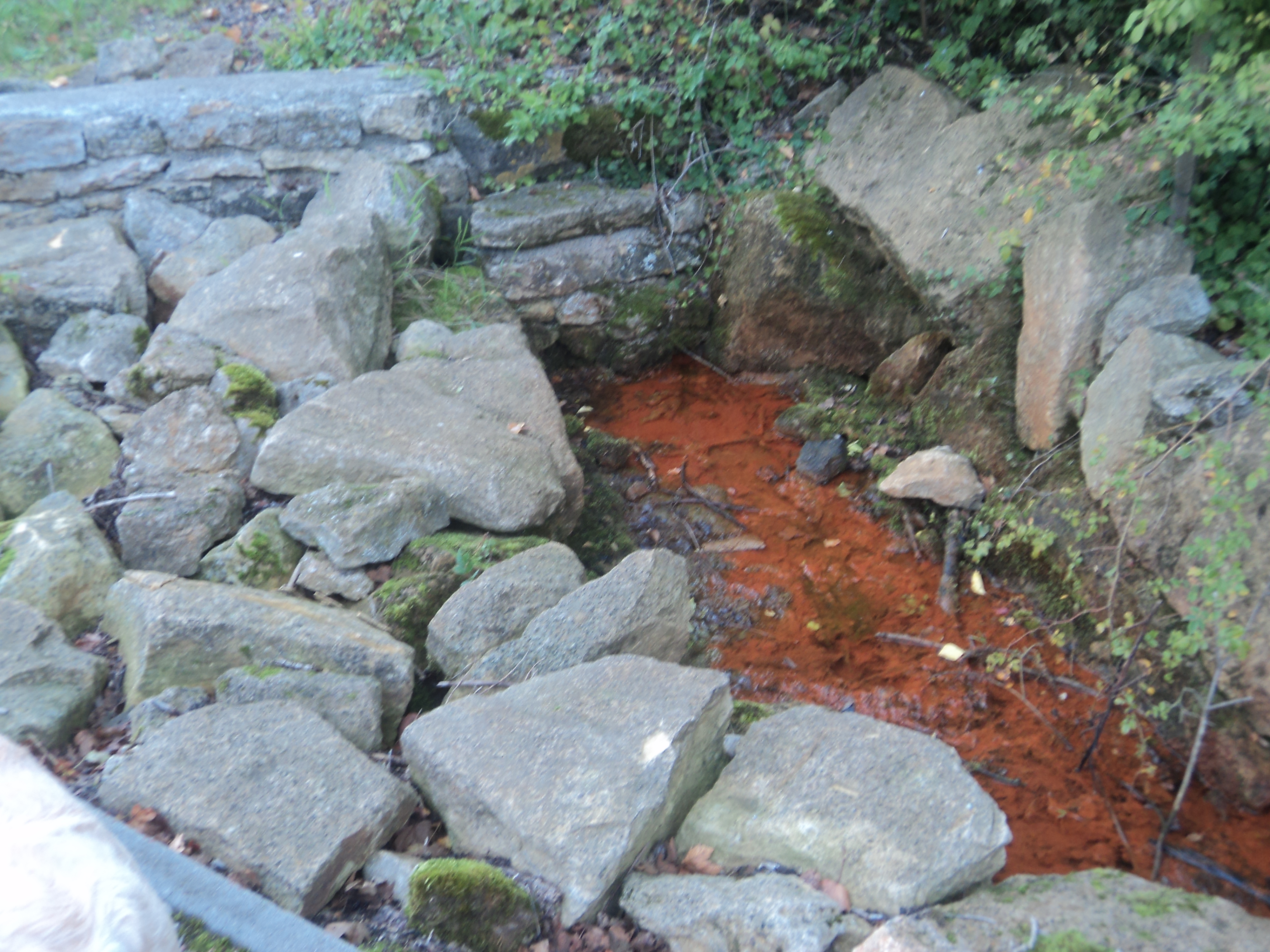
Tucquegnieux village, la source rue Général-Leclerc, eau ferrugineuse !
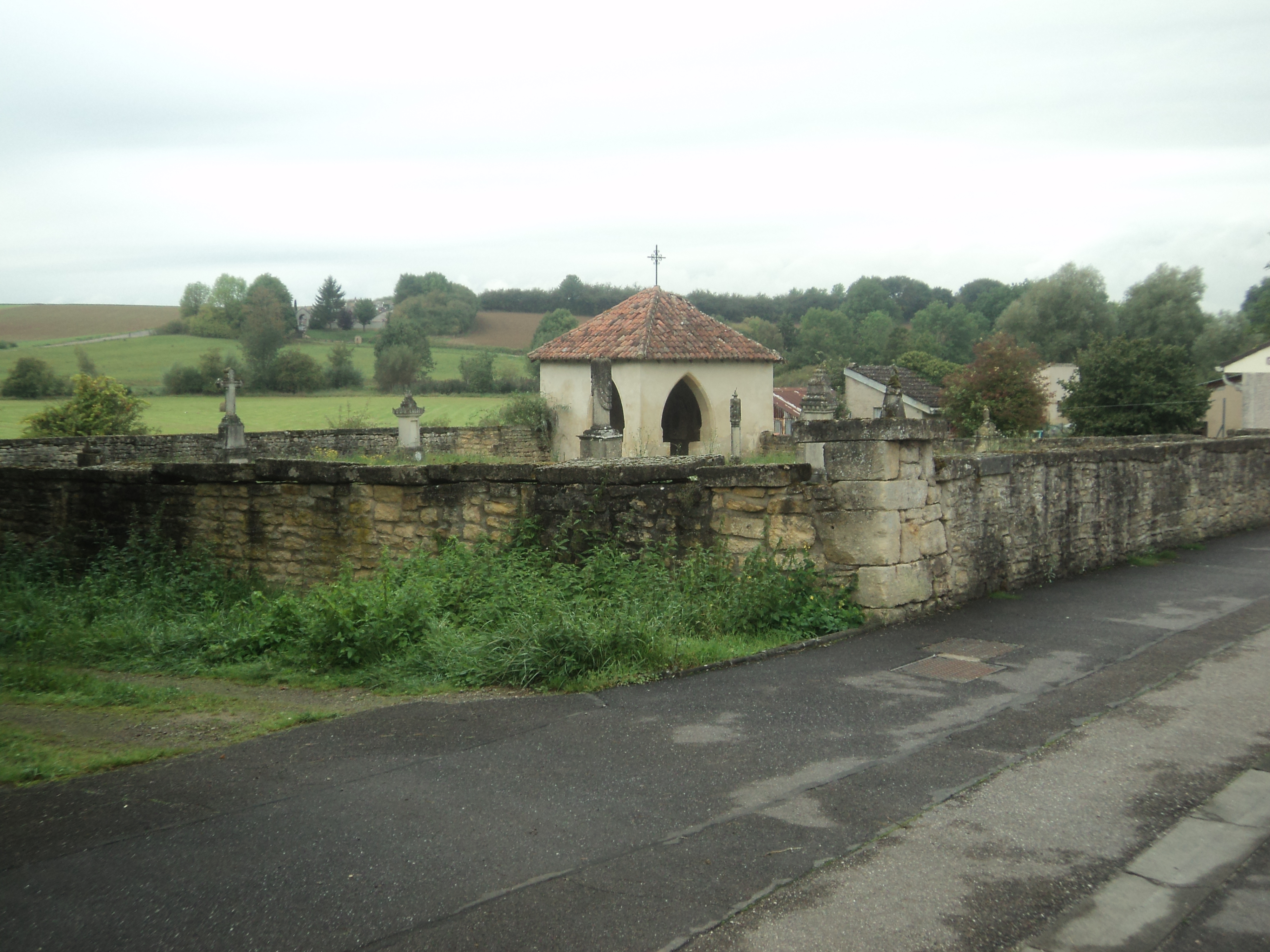
Tucquegnieux village, vue de l'ancien cimetière du XIXe siècle.
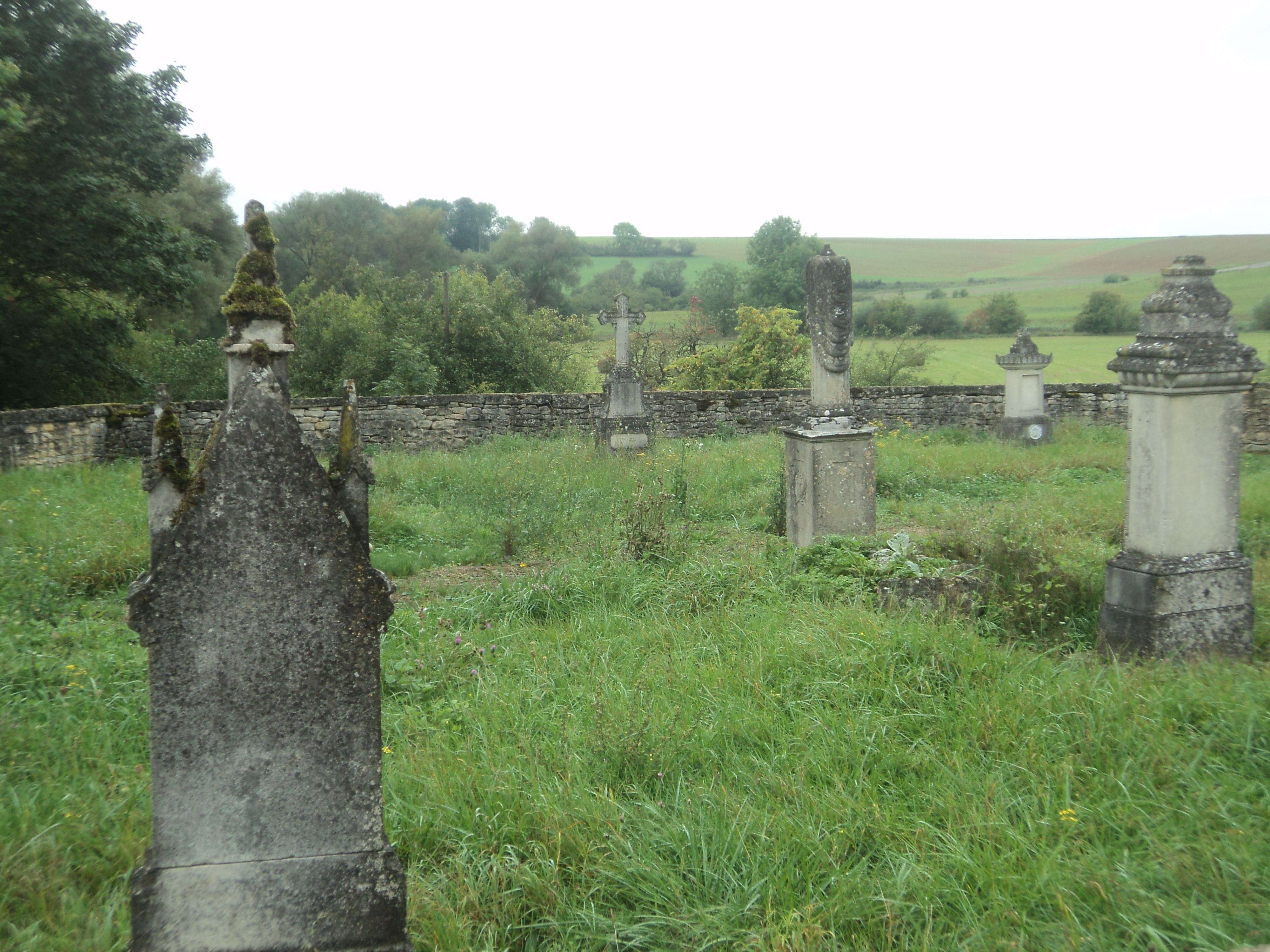
Tucquegnieux village, tombes du vieux cimetière.
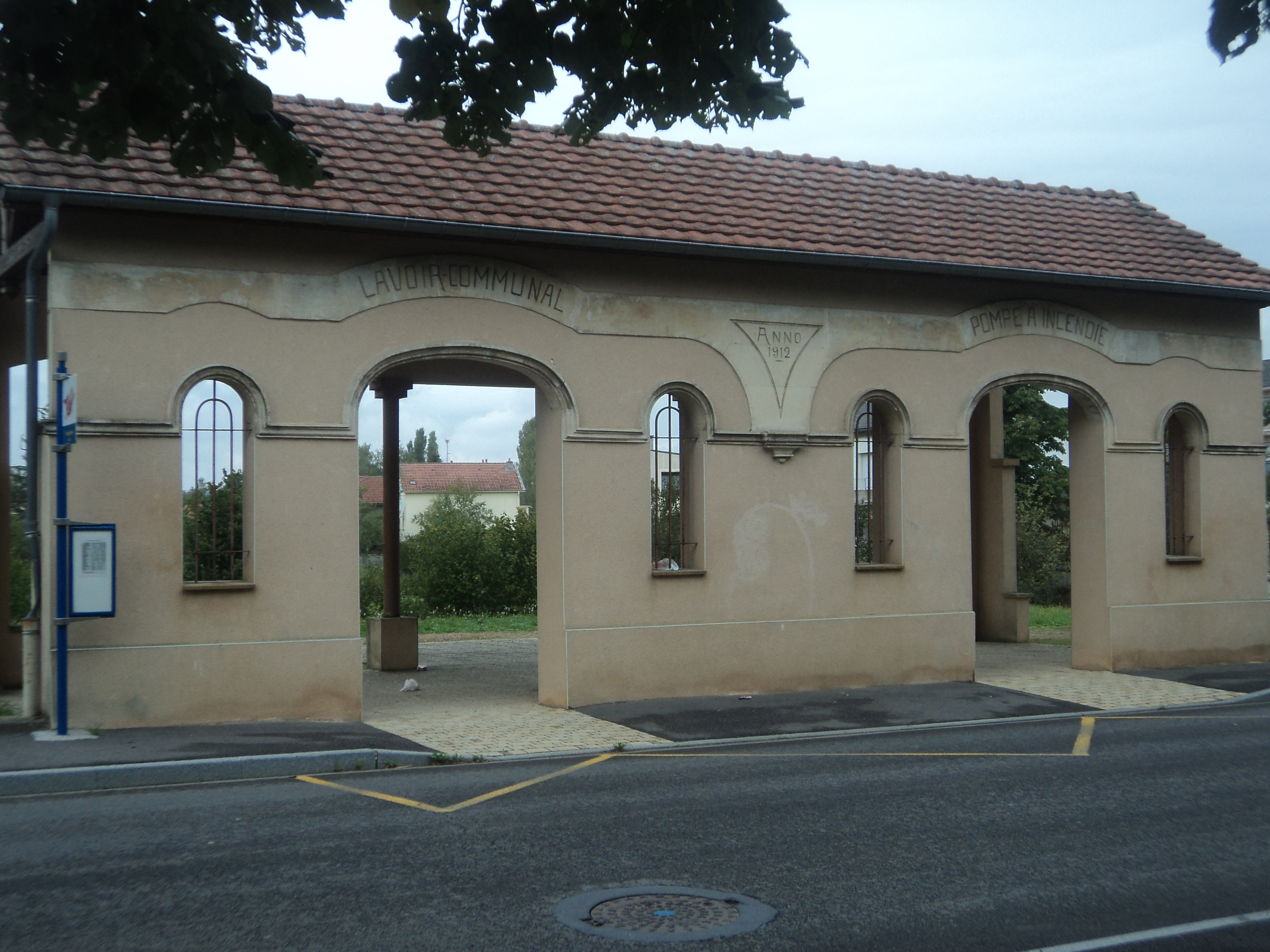
Tucquegnieux village, le vieux lavoir communal réhabilité en abri-bus.
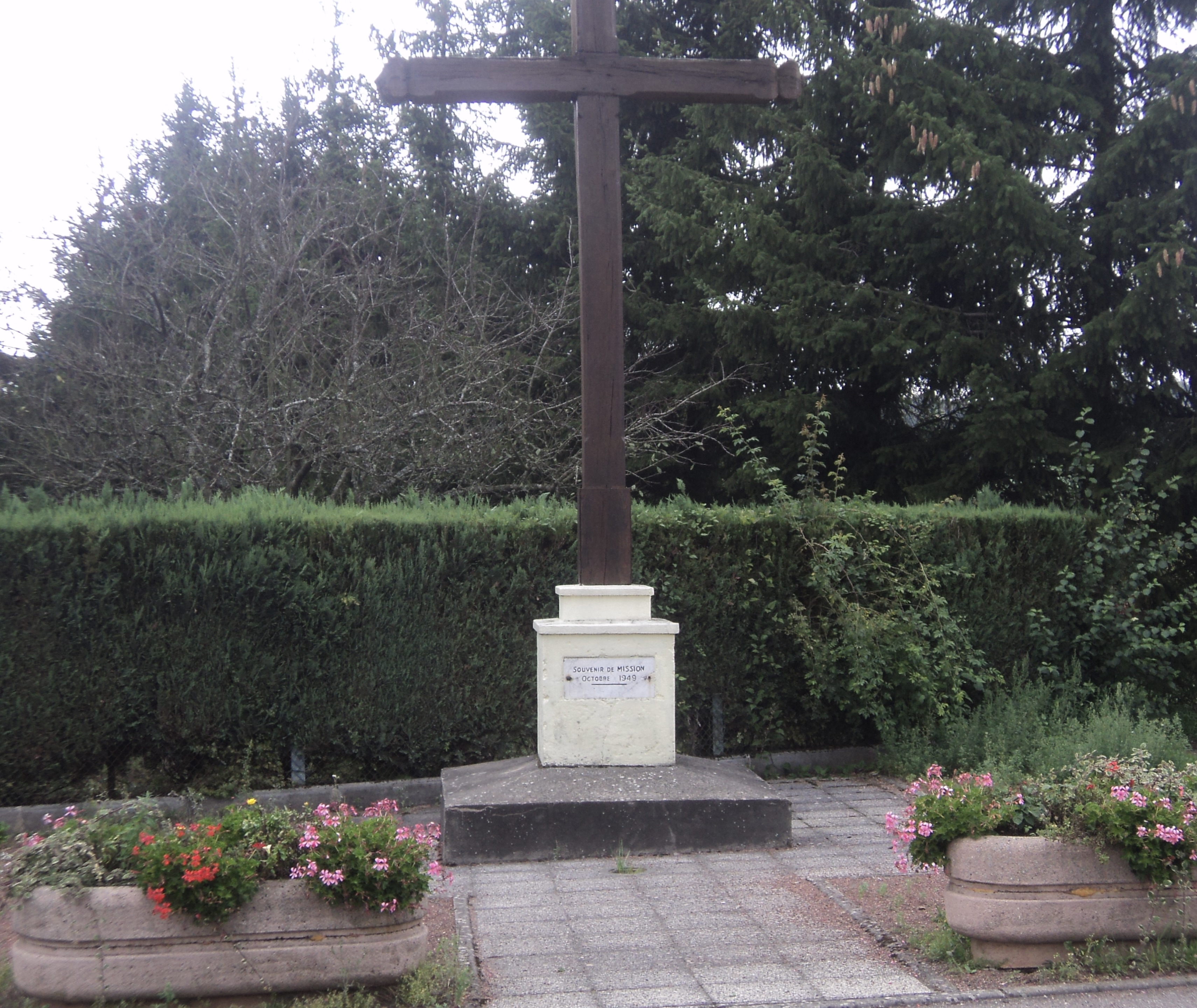
Tucquegnieux village, croix de mission datée de l'année 1949.
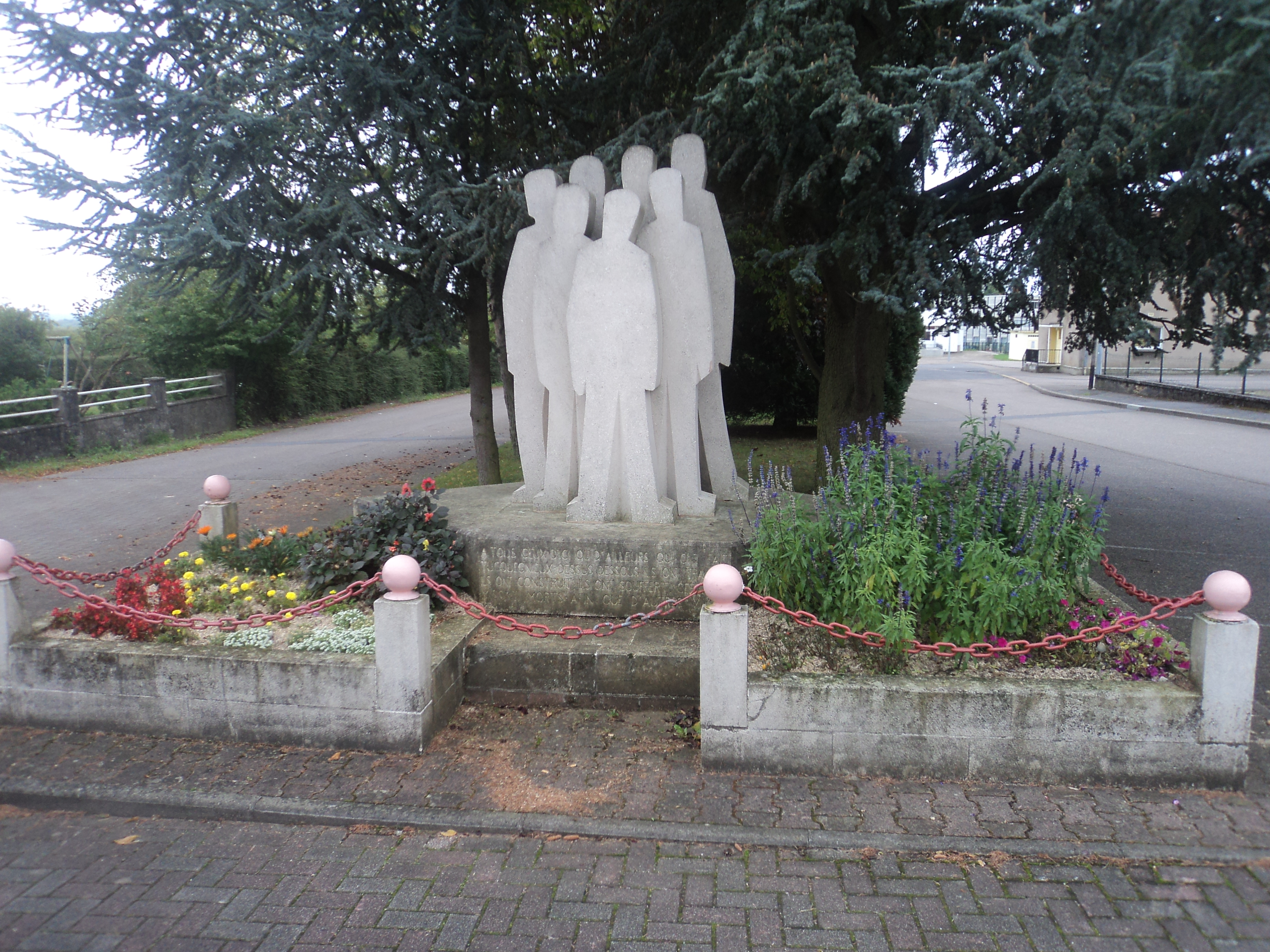
Tucquegnieux plateau, monument commémorant les luttes des mineurs pendant les fermetures des puits.
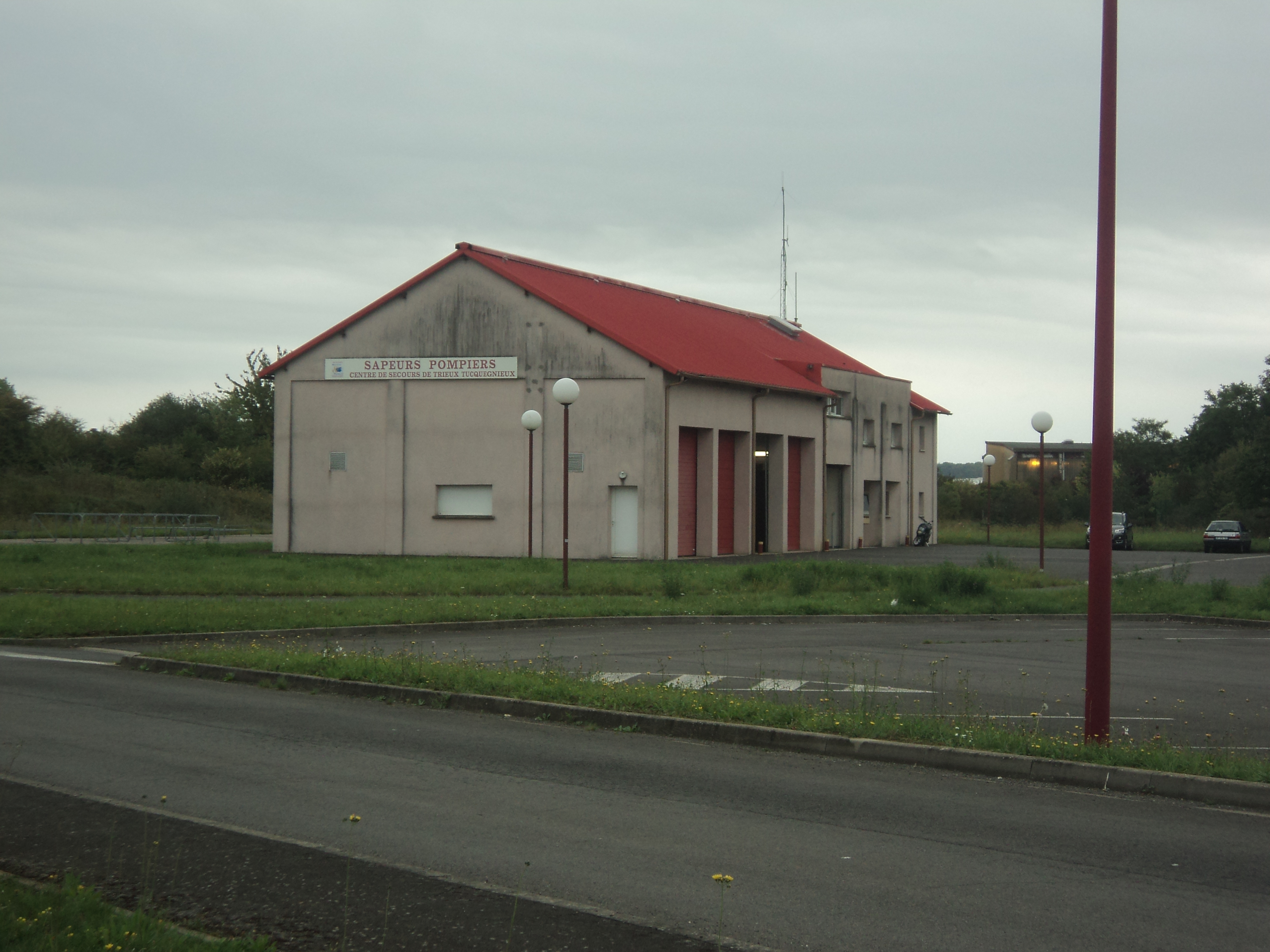
Tucquegnieux plateau, la caserne des pompiers.
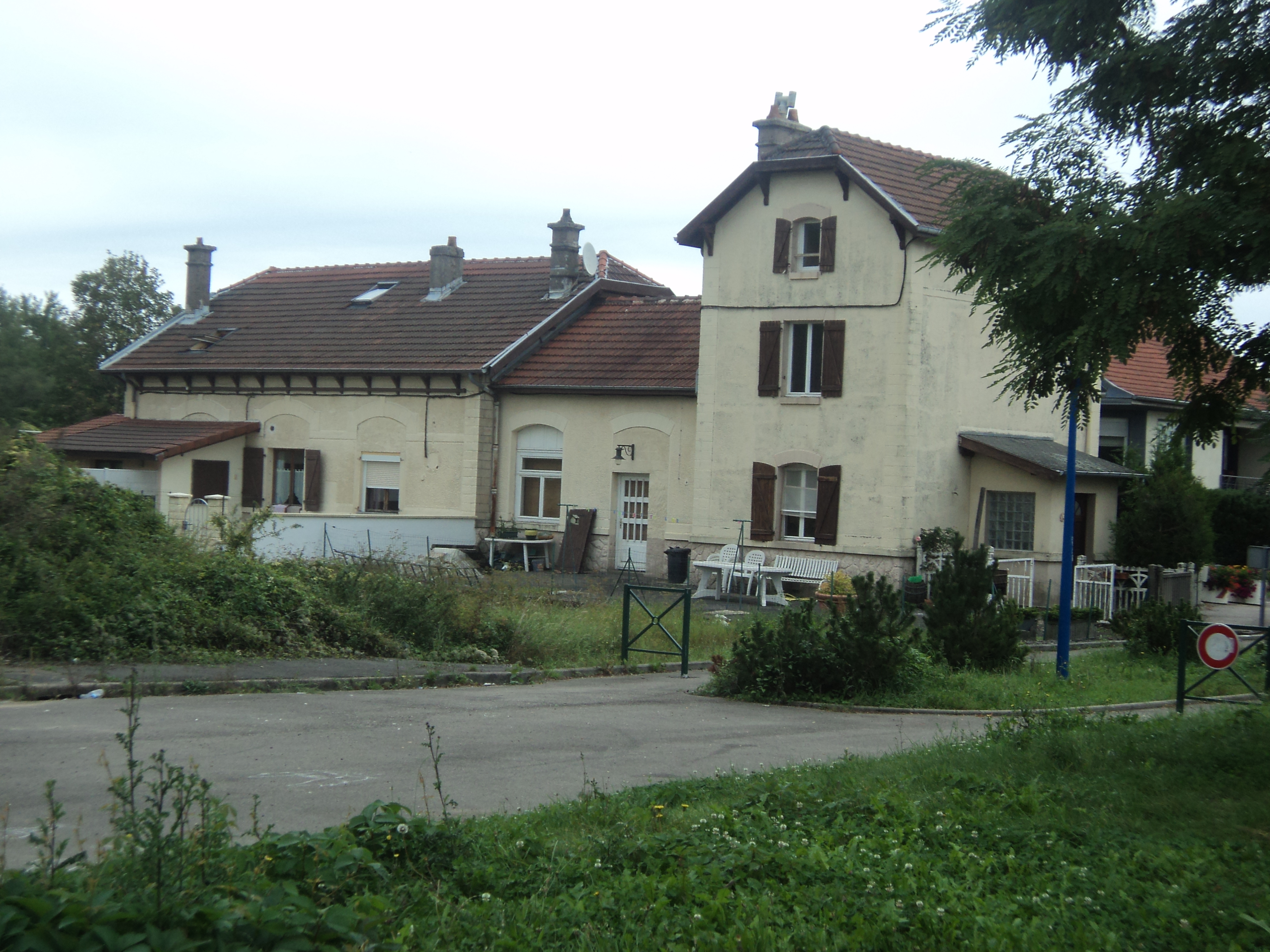
Tucquegnieux, l'ancienne gare.
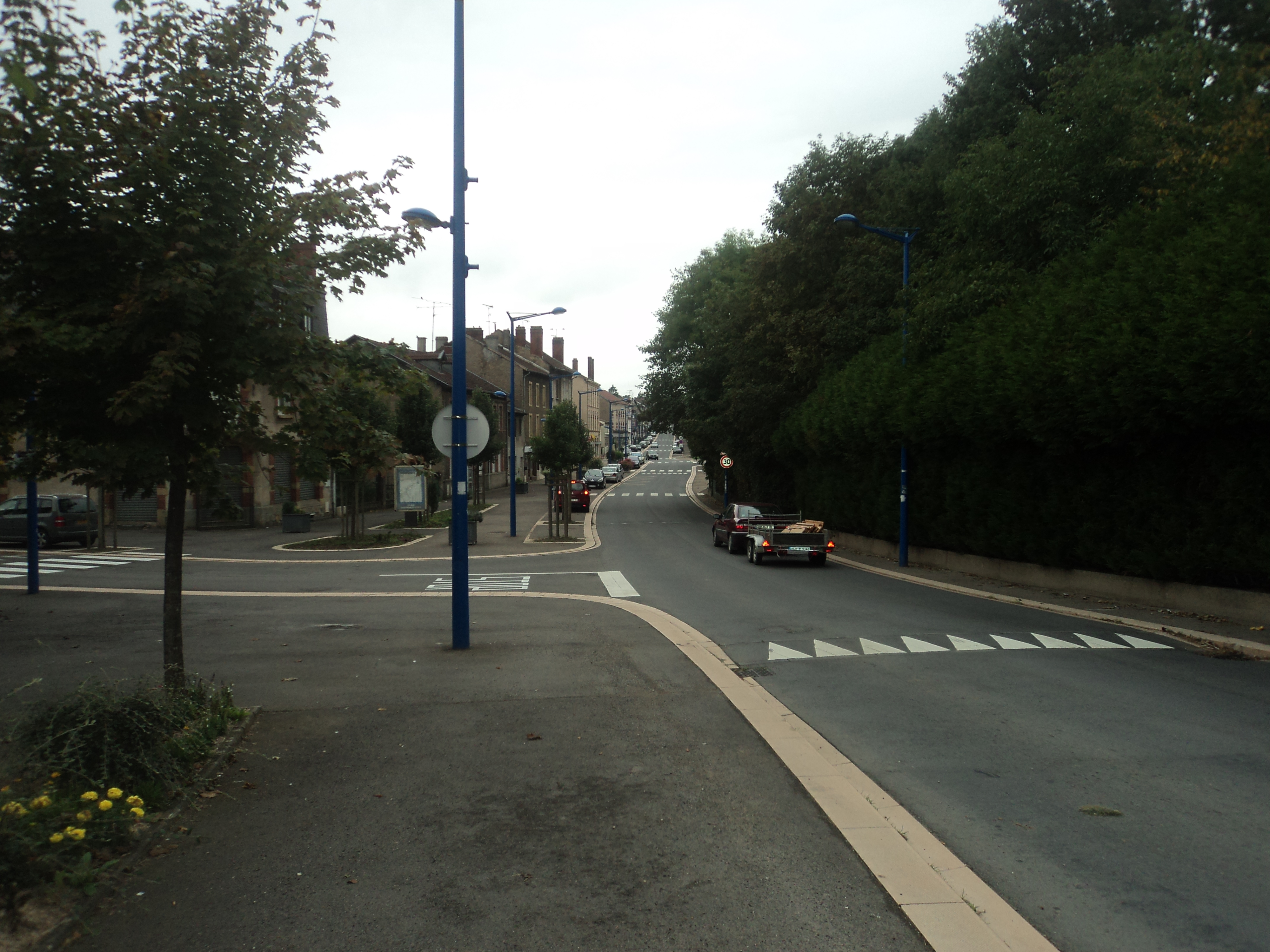
Tucquegnieux marine, la rue Loris-Batignani.
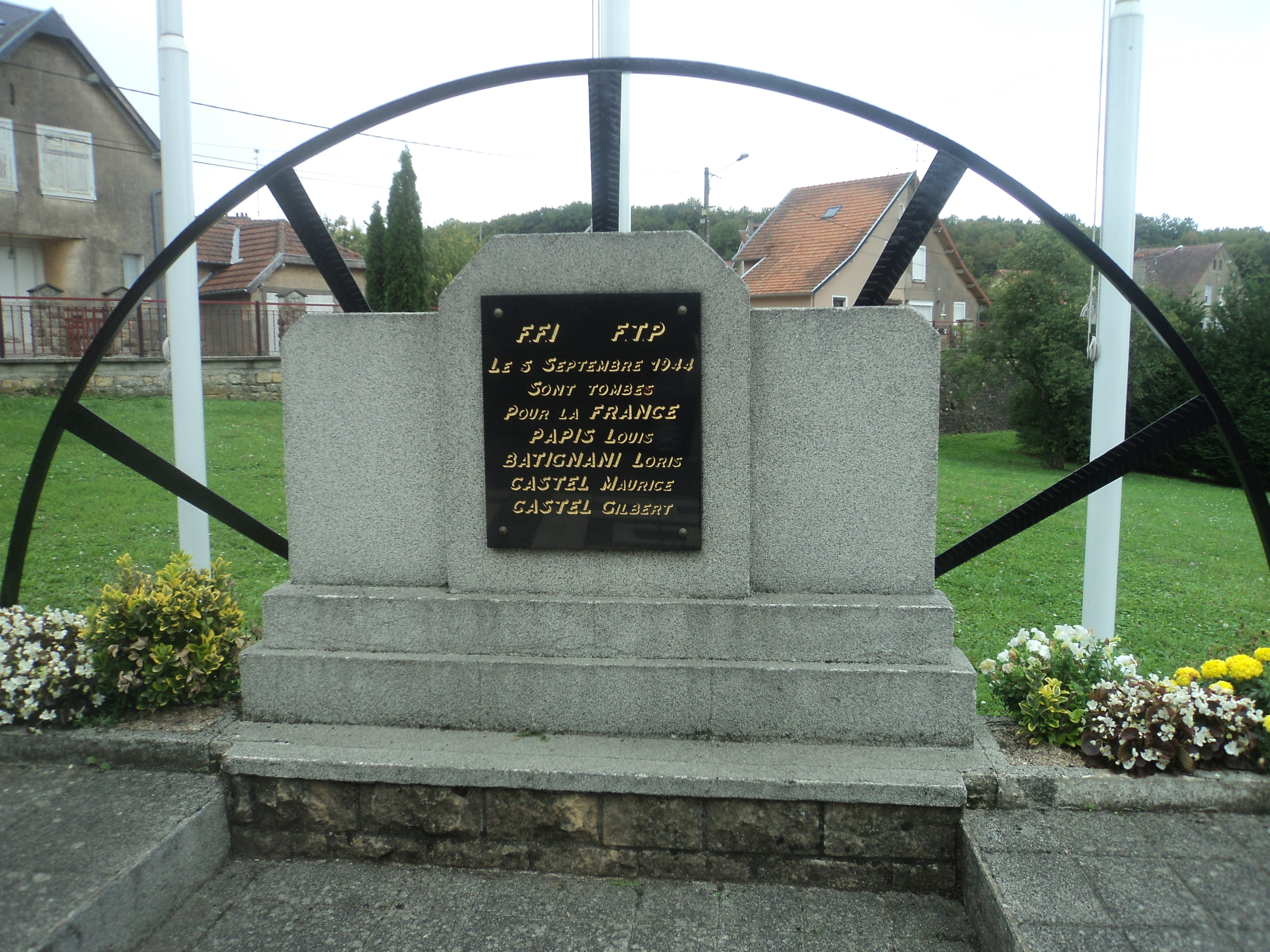
Tucquegnieux marine, le monument commémoratif des résistants fusillés en 1944.

### Articles liés
- Liste des communes de Meurthe-et-Moselle